# Барановичи

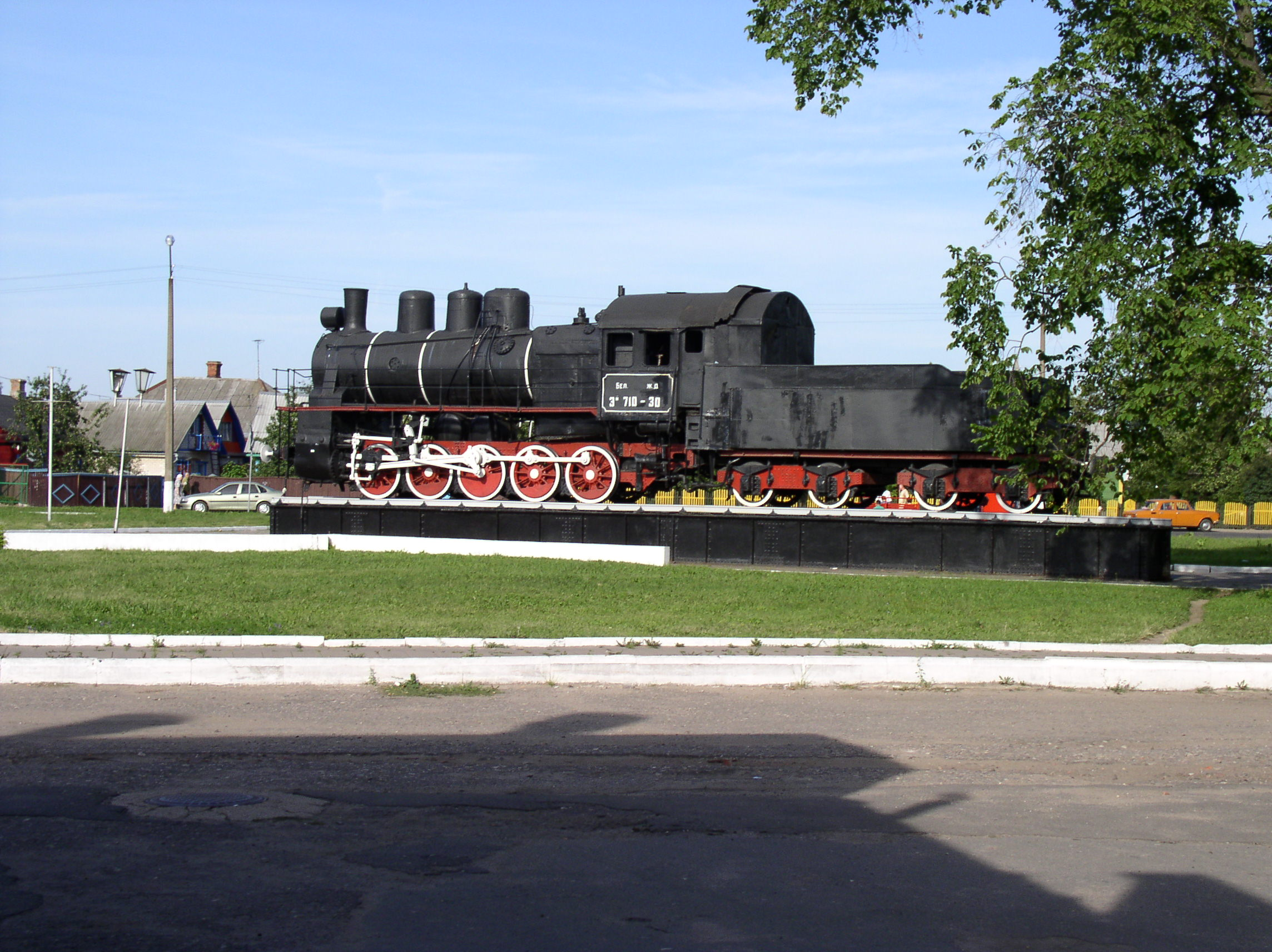
Памятник паровозу Эм 710-30 возле ж/д вокзала Барановичи-Полесские

Барановичи. Музей истории железной дороги

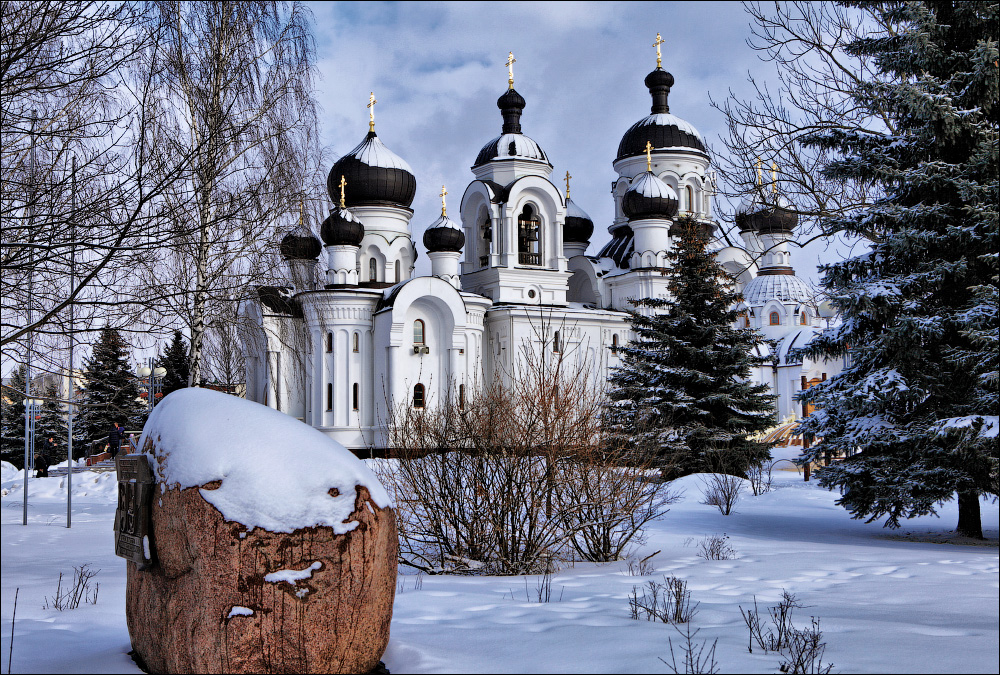
Барановичи. Церковь святых Жён-мироносиц

Барановичи. Учебный корпус Барановичского государственного университета

Бара́новичи (бел. Бара́навічы) — город областного подчинения в Беларуси, административный центр Барановичского района Брестской области, крупный железнодорожный узел в направлении Минска, Бреста, Волковыска, Лиды, Лунинца и Слуцка.
Численность населения — 170 817 человек (на 1 января 2025 года).

## Общая информация
Расположен на Барановичской равнине в междуречье Щары и её притока Мышанки. Барановичи находятся практически на прямой, соединяющей областной центр Брест (206 км) и Минск (149 км). Ближайшие города: Ляховичи (17 км), Слоним (42 км), Несвиж (51 км), Новогрудок (52 км), Ганцевичи (72 км). Барановичи лежат на довольно равнинной местности, где перепад высот не превышает 20 м (от 180 до 200 м над уровнем моря). Высота города над уровнем моря составляет 193 м. Протяжённость города — 10 км с запада на восток и 7 км с севера на юг. Город несколько вытянут (на 8 км) в направлении с юго-запада (от ул. Брестской) на северо-восток (до ул. Фабричной) и сжат (6,3 км) в направлении с севера (ул. Советская) на юго-восток (ул. Фроленкова). Площадь, занимаемая городом, равна 80,66 км² (8066 га, 12 августа 2012 года). Плотность населения составляет более 2000 человек на км².
Самая северная точка города — улица Королика, расположенная севернее завода автоматических линий — 53°10' с. ш., южная — д. Узноги, 53°06' с. ш. Крайняя западная точка располагается в районе улицы Бадака — 25°57' в. д. , восточная — в районе пересечения улиц Егорова и Каштановой — 26°04' в. д. Геометрический центр города — площадь Ленина. Всего в городе около пятисот улиц и переулков общей длиной 252,8 км, из них благоустроенных — 129,8 км, освещённых — 240 км.
Барановичи характеризуются очень выгодным географическим положением и в связи с этим представляют собой крупный узел важнейших железных и шоссейных дорог. Здесь близкое расположение магистрального газопровода, развитая система энерго- и водоснабжения, благоприятный климат. В городе расположен ряд крупных промышленных предприятий.
На 1 января 2019 года в Барановичах зарегистрировано 81829 легковых автомобилей. В городе проживает 146 678 совершеннолетних жителей. Таким образом, практически на каждого второго горожанина приходится легковой автомобиль.
Город Барановичи не только один из крупнейших городов Беларуси по численности населения (восьмое место в республике), но и один из важнейших промышленных, культурных и образовательных центров Беларуси.
У Барановичей на начало 2021 года имеется 24 города-побратима, среди которых российские Мытищи (Подмосковье), Василеостровский район Санкт-Петербурга, Магадан, финский Хейнола, австрийский Штоккерау, польские Бяла-Подляска, Гдыня, повет Суленцин, китайский Чиби, итальянская Феррара, латвийская Елгава, украинские Полтава, Нововолынск и другие.

## Этимология
Название Барановичи образовалось от «коллективного прозвища», то есть обозначения первопоселенцев. Так могли называть потомков некоего человека по имени или прозвищу Баран. Мирское (неканоническое) имя Баран было очень распространённым вплоть до XV—XVI веков. Неканоническое имя Баран отображало связь его носителя с соответствующим животным, которое считалось олицетворением плодовитости, жизненного начала, силы, здоровья. Имя как бы передавало данные качества человеку. Не исключено, что имя Баран могло также отображать родоплеменной термин баран, являвшийся в древности наименованием отдельных тюркских родов и колен.

## Геральдика
Герб и флаг одобрены решением Барановичского городского Совета депутатов 30 ноября 2012 года № 144.

## История
Во второй половине XVII века в Барановичах размещалась иезуитская миссия. Во второй половине XVIII века Барановичи были собственностью Мосальских и Неселовских. 9 февраля 1881 года имение Барановичи — всего 716 десятин 902 сажени (782 га) приобрел на имя своей жены графини Елизаветы Александровны граф Иван Александрович Розвадовский (1855–1930).
Одно из самых ранних упоминаний деревни Барановичи на географических картах относится к 1812 году. Она отмечена на военной карте, составленной картографами из армии Наполеона.
История города ведёт свой отсчёт с 17 (29) ноября 1871 год, когда началось движение по недавно построенному участку железной дороги Смоленск — Брест-Литовск. Имя станции, возникшей во время строительства, дала близлежащая деревня Барановичи, первое упоминание о которой встречается в завещании А. Е. Синявской в 1627 году. Тогда же, в 1871 году, недалеко от станции, появилось собственное локомотивное депо.
1874 год — появление железнодорожного узла. Деревянное здание вокзала, станционные постройки, немногочисленные дома, в которых жили железнодорожники — такими были тогда Барановичи. Новая железная дорога позволила связать Москву с западной окраиной страны.
Толчком к более интенсивному заселению района, прилегающего к станции с юга, стало событие в мае 1884 года — Минское губернское правление приняло решение об устройстве на помещичьих землях Розвадовских местечка, получившего название Розвадово. Застройка местечка осуществлялась по плану, утверждённому минским губернатором 27 мая 1884 года. В посёлке было 120 домов и жило 1500 человек.
Согласно планам, утверждённым императором Александром III, предполагалось, что здесь же пройдёт ещё одна железная дорога — Вильно — Лунинец — Пинск — Ровно. Поэтому одновременно, в двух с половиной километрах от станции, Московско-Брестскую линию железной дороги пересекли рельсы Вильно-Ровенского направления Полесских железных дорог. На железнодорожном перекрёстке возникла ещё одна станция Барановичи — Полесских железных дорог, которая стала вторым центром формирования будущего города.
Как и в первом случае, в районе станции селились рабочие, торговцы. Возникло новое поселение, которое в отличие от Розвадово, ставшего в неофициальном обращении Старыми Барановичами, получило название Новые Барановичи. Оно развивалось на землях, принадлежавших крестьянам ряда деревень, расположенных неподалёку от новой станции (Светиловичи, Гирово, Узноги). Более удобные, чем на помещичьих землях, условия аренды, близость административных учреждений способствовали быстрому росту этого поселения.
Со сдачей в 1886 году в эксплуатацию линии Барановичи — Волковыск — Белосток, Барановичи превратились в крупный железнодорожный узел. Розвадово (неофициальное название «Старые Барановичи») и Новые Барановичи были объединены в местечко с общим названием Барановичи.
6 октября 1888 года в местечке Розвадово было введено мещанское управление.
Постепенно Барановичи стали крупным железнодорожным узлом, связанным с важнейшими экономическими центрами страны — центральной и юго-западной Россией, Польшей, Прибалтикой. Это способствовало тому, что развивающееся поселение привлекло внимание военного ведомства. В районе станции Барановичи Полесских железных дорог были построены амбары, мельница и сухарный завод Виленского интендантства, размещены несколько батальонов пехотного полка. Эти начинания военного ведомства, а также дальнейшее развитие железнодорожных станций требовали всё больше и больше рабочей силы.
Когда Старые (местечко Розвадово) и Новые Барановичи слились, образовав единое местечко под общим названием Барановичи-Розвадово, оно было своеобразным в административном отношении целым: местечко, имевшее мещанское управление, входило в состав Новомышской волости, а Новые Барановичи входили частями в Новомышскую, Столовичскую, Ястрембельскую и Даревскую волости Новогрудского уезда Минской губернии.
В 1894 году Барановичи входили в состав Новогрудского уезда Минской губернии. В Барановичах быстро росло население, развивалась промышленность, ремёсла, торговля. Согласно переписи 1897 года, в Барановичах проживали 8718 человек, в городе было 834 здания, работали 4 промышленных предприятия, имелись двухклассные школы — железнодорожного и добровольного обществ.
Новое поселение имело довольно-таки значительные размеры, но оно было крайне неблагоустроенным. Как поселение негородское, Барановичи не были подчинены почти никаким нормам ни в санитарном, ни в строительном, ни в противопожарном отношениях. В поселении Барановичи вовсе не было улиц: дома строились безо всякого плана, без соблюдения расстояний между постройками, освещения не было не только в поселении, но и в местечке; не было не только тротуаров, но даже ни одной мощёной улицы и ровных площадей; не существовало даже пожарного обоза. На двенадцать тысяч населения не было ни одной приходской церкви, ни одной общеобразовательной школы, ни одной больницы. Так характеризовали Барановичи в 1903 году в заключении комиссии, созданной Минским губернатором по делу о введении Городского положения в Розвадово и прилегающих к нему поселениях.
Эта попытка перевести поселение в разряд городов закончилась безуспешно. Но это не остановило бурного развития Барановичей. Появлялись всё новые и новые небольшие предприятия, росла численность рабочих. Они, как и все трудящиеся царской России, страдали от тяжёлого экономического положения, политического бесправия, национального гнёта. Дорогой была в Барановичах земля, очень высокими цены на продукты питания, керосин, спички и другие товары первой необходимости. Активным было участие рабочих в революции 1905—1907 годов, охватившей всю страну после кровавого воскресенья 9 января 1905 года. В период первой российской революции 1905—1907 годов в Барановичах, в декабре 1905 года, состоялась крупная стачка железнодорожников.
Также в первую русскую революцию в 1905 году в Барановичах проходили выступления рабочих и солдат. За полторы недели до конца 1905 года 300 железнодорожников, руководимых инженером-эсером и поддержанных солдатами железнодорожной бригады, отказались выполнять распоряжения руководства, вывели из строя коммутатор, остановили на этом участке железной дороги движение поездов. Чтобы подавить выступление, через три дня из Вильны прибыли войска, а ещё через день прибыла карательная экспедиция генерала Орлова. В городе было введено военное положение, прошли массовые аресты.
В течение первого десятилетия XX века Барановичи стали самым крупным местечком Новогрудского уезда с населением 30 тыс. человек, четырьмя церквами, римско-католической часовней, десятью молитвенными домами, семью начальными школами, двумя аптеками, театром и кинотеатром «Эдем». Здесь практиковали 13 врачей, 6 дантистов, 8 акушерок, ветеринарный врач. Перед Первой мировой войной в Барановичах работали 3 кирпичных, 2 лесопильных, маслобойный, чугунолитейный, сухарный заводы, 2 мельницы и 3 фабрики мельничных жерновов.
С началом Первой мировой войны в Барановичах размещались крупные силы Русской Императорской армии. C 3 августа 1914 года по 8 августа 1915 года в городе располагалась Ставка Верховного главнокомандующего великого князя Николая Николаевича (в районе расположения железнодорожной бригады неподалёку от станции Барановичи-Полесские), куда 10 раз приезжал император Николай II. Ставка состояла из двух железнодорожных составов и бывшего дома командира бригады, базировалась примерно в месте нынешнего стадиона Барановичского государственного университета.
Барановичи стали первым городом Российской империи, где 8 июня 1915 года был установлен памятник героям Первой мировой войны (он был снесён в 1950-х гг.)
Во время отступления 1915 года в сентябре был оккупирован германскими войсками. В конце октября 1915 года 3-я русская армия предприняла неудачную попытку отбить Барановичи.
В мае - июле 1916 года в пригороде Барановичей состоялось наступление русской армии. Впрочем, несмотря на проявленный русской армией массовый героизм и небольшой тактический успех, наступление завершилось безрезультатно.
5 января 1919 года в Барановичах была установлена советская власть. 6 февраля 1919 года Барановичи были объявлены городом и центром уезда Минской губернии БССР. В апреле 1919 года после боёв были заняты польскими войсками. В 1921 году по Рижскому мирному договору город отошёл к Польше и до 1939 года входил в её состав со статусом центра уезда (повета) Новогрудского воеводства.
В эти годы в Барановичах шло строительство нового православного храма в честь Покрова Пресвятой Богородицы. Под руководством Н. Бруни, участвовавшего в росписи Варшавского собора, на стенах храма в Барановичах были закреплены некоторые мозаичные полотна из Варшавы. Среди них была и часть мозаики Н. А. Кошелева «Спас со строителем» («Спас с донатором»), представляющая Л. Н. Бенуа, держащего модель собора, а также небольшой фрагмент композиции В. М. Васнецова «О Тебе радуется…». В 1953 году в связи с тем, что в соборе установлены мозаики, он был объявлен архитектурным памятником и взят под охрану государством).
В 1939 году в Барановичах было 27,4 тысячи жителей. С сентября 1939 года, в результате договорённостей между СССР и Германией о фактическом разделе Польши, и последовавшего наступления Красной Армии в Польшу город Барановичи вошёл в состав БССР и с 4 декабря 1939 года стал областным центром.
До начала Великой Отечественной войны в городе и области была ликвидирована безработица, заработали школы с обучением на беларуском, русском, польском языках и идише. Действовал областной драматический театр, учительский институт, издавалась газета «Чырвоная звязда» («Красная звезда»), развивалась радиофикация. В то же время население узнало всем уже известные ранее черты советского строя: начались чистки, аресты и расстрелы. По инициативе НКВД СССР были организованы массовые репрессии и расстрелы жителей Беларуси и их депортации прежде всего в Казахстан и Сибирь.

### Во время Великой Отечественной войны
27 июня 1941 года в ходе Великой Отечественной войны город был оккупирован германскими войсками. Более 50 тысяч военнопленных и гражданских лиц были расстреляны и замучены в лагере военнопленных № 337 около железнодорожной станции «Лесная», недалеко от города.
Немцы создали в городе Барановичское гетто, куда были согнаны около 30 000 евреев города и его окрестностей. Население гетто было уничтожено в 1942 году в рамках так называемого «окончательного решения еврейского вопроса». Неподалёку от станции Барановичи-Полесские в 1942 году гитлеровцы расстреляли эшелон с чехословацкими евреями, следовавший в Освенцим. Бургомистрами города были Виктор Войтенко (1941—1943) и Юрий Соболевский (1943—1944).
В городе действовало подполье и окружная антифашистская организация. За время Великой Отечественной войны Барановичи были сильно разрушены. Город был освобождён 8 июля 1944 года в результате наступления войск I Белорусского фронта и партизан Барановичского и Минского соединения на Барановичско-Слонимском направлении (операция «Багратион»). Эта дата отмечается как День освобождения города.

### Послевоенный период
Уже по итогам первого послевоенного десятилетия в городе был полностью восстановлен довоенный уровень развития, работало около 40 промышленных предприятий, артелей и мастерских. Среди них артель «Красный металлист» (ныне завод станкопринадлежностей), мотороремонтный завод (ныне автоагрегатный), артель «Коммунарка» (бывшая трикотажная фабрика), артель «Восход» (фабрика художественных изделий), которые сегодня являются одними из крупнейших предприятий города.
8 января 1954 года Барановичская область была упразднена, а её территория включена в Брестскую область. С мая 1954 года город Барановичи стал центром Новомышского района, а с апреля 1957 года — Барановичского района. В 1959 году было 58,1 тысяч жителей.
14 марта 1962 года деревня Жлобин Колпеницкого сельсовета Барановичского района Брестской области включена в городскую черту города Барановичи.
В честь 20-летия освобождения города Барановичи от немецкой оккупации летом 1964 года был зажжён Вечный огонь и открыт памятник Освобождения.
В 1970 году в Барановичах было 102 тысячи жителей, в 2011 году — 175 тысяч жителей.

### В составе Республики Беларусь
В 2012 году в состав города включено 11 населённых пунктов (Анисимовичи, Боровцы, Звёздная, Узноги, часть агрогородка Русино и части деревень Антоново, Гирово, Дубово, Большая Колпеница, Малая Колпеница, Приозёрная, Яново), относящихся ранее к территории Барановичского района.
В 2016 году городу Барановичи присуждён статус «Молодёжная столица Беларуси-2016». Барановичи стал первым городом, в котором началась реализация проекта «Молодёжная столица».
17 мая 2019 года Барановичи принял эстафету огня II Европейских игр.
В 2024 году в связи с празднованием 80-й годовщины освобождения Беларуси от немецко-фашистских захватчиков и Победы советского народа в Великой Отечественной войне, а также в целях увековечения подвига воинов Красной Армии, рабочих, партизан и подпольщиков, совершенного ими при обороне и освобождении белорусских городов и других населённых пунктов город Барановичи награждён вымпелом «За мужнасць і стойкасць у гады Вялікай Айчыннай вайны» (Указ Президента Республики Беларусь от 2 февраля 2024 года № 44).
В 2024 году отмечен значительный вклад в повышение благоустроенности в 2023 году территории в г. Барановичи.
В 2025 году Советом Глав государств СНГ Барановичам присвоено почётное звание почётное звание Содружества Независимых Государств «Город трудовой славы. 1941–1945 гг.».

## Председатели Барановичского горисполкома
В советское время все главные решения, которые определяли жизнь города, осуществлялись (либо согласовывались) Первым секретарём Барановичского городского комитета Коммунистической партии Белоруссии, являвшейся частью КПСС.
Ниже приведён список председателей Барановичского городского исполнительного комитета
- 1940—1941 — Пиколов, Андрей Петрович
- 07.1944 — 06.1945 — Бурый, Андрей Фёдорович
- 06.1945 — 01.1946 — Катышев, Фёдор Васильевич
- 01.1946 — 05.1946 — Черненко, Алексей Васильевич
- 06.1946 — 01.1948 — Гордиенко, Андрей Арефанович
- 01.1948 — 09.1951 — Диев, Николай Ильич
- 09.1951 — 01.1957 — Царюк, Владимир Зенонович
- 02.1957 — 11.1958 — Делец, Михаил Иванович
- 12.1958 — 01.1963 — Маршин, Николай Тимофеевич
- 02.1963 — 03.1967 — Терешко, Павел Викторович
- 03.1967 — 02.1969 — Саенко, Алексей Петрович
- 02.1969 — 10.1973 — Ставровская, Инна Арсеньевна
- 10.1973 — 10.1988 — Акуленко, Михаил Александрович
- 10.1988 — 01.1995 — Лобко, Николай Николаевич
- 01.1995 — 06.1997 — Захарченко, Валерий Николаевич
- 06.1997 — 04.2000 — Павлов, Михаил Яковлевич
- 04.2000 — 21.10.2013 — Дичковский, Виктор Иванович
- 22.10.2013 — 03.10.2022 — Громаковский, Юрий Анатольевич
- 03.10.2022 — 05.04.2024 — Баценко Михаил Леонидович
- 05.04.2024 — наст. время — Антонюк Максим Анатольевич

## Климат
| Показатель                    | Янв. | Фев. | Март | Апр. | Май  | Июнь | Июль | Авг. | Сен. | Окт. | Нояб. | Дек. | Год  |
| ----------------------------- | ---- | ---- | ---- | ---- | ---- | ---- | ---- | ---- | ---- | ---- | ----- | ---- | ---- |
| Средний суточный максимум, °C | −2,3 | 0,2  | 6,1  | 13,6 | 19,5 | 23,7 | 25,5 | 24,3 | 18,7 | 11,7 | 5,0   | 0,9  | 12,3 |
| Средняя температура, °C       | −3,9 | −2,1 | 2,6  | 8,5  | 14,3 | 18,5 | 20,0 | 18,8 | 14,0 | 8,3  | 3,4   | −0,6 | 8,5  |
| Средний суточный минимум, °C  | −5,4 | −4,4 | −0,9 | 3,4  | 8,6  | 12,7 | 14,3 | 13,3 | 9,3  | 4,8  | 1,7   | −1,9 | 4,6  |
| Норма осадков, мм             | 49   | 31   | 29   | 37   | 69   | 72   | 85   | 58   | 55   | 45   | 46    | 42   | 617  |
| Источник: Погода и климат     |      |      |      |      |      |      |      |      |      |      |       |      |      |

## Экономика
Среднемесячная номинальная начисленная заработная плата (до вычета подоходного налога и второй части страховых отчислений) в Барановичах в 2017 году составила 685,5 рублей (около 345 долларов), что чуть ниже средней зарплаты в Брестской области (699 рублей). Барановичи занимают 39-е место по уровню заработной платы среди 129 районов и городов областного подчинения Республики Беларусь.

### Промышленность

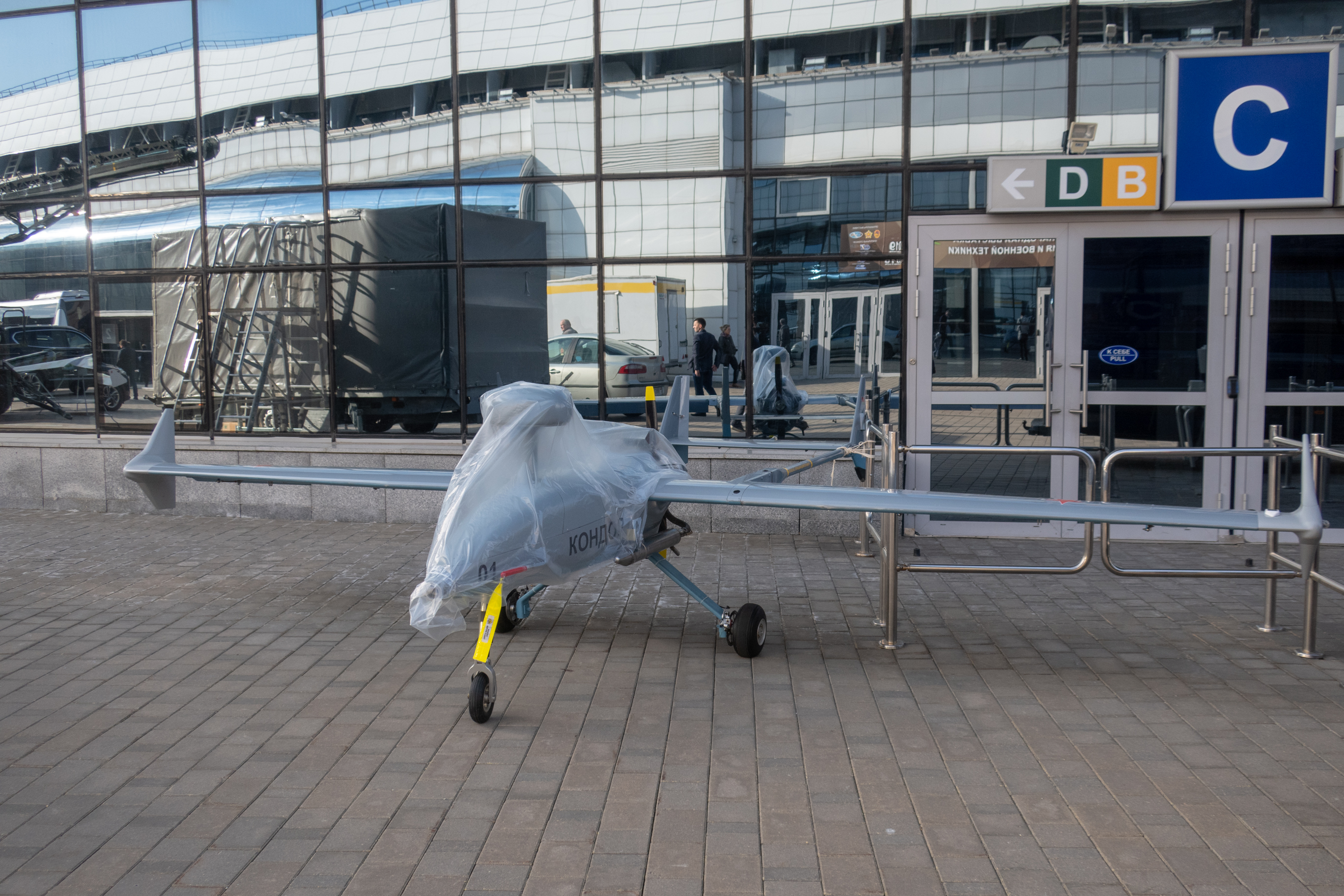
БПЛА «Кондор», производимый на 558-м авиаремонтном заводе

В 2019 году в промышленности города было занято около 17000 человек. Основу экономики города составляют 27 предприятий машино- и станкостроения, строительной индустрии, лёгкой и пищевой промышленности, которые поставляют свою продукцию не только для предприятий республики, но и в целый ряд стран СНГ и дальнего зарубежья.
Промышленные предприятия Барановичей, крупнейшие градообразующие предприятия выделены жирным шрифтом:
- машиностроительной промышленности:
  - ОАО «558 авиационный ремонтный завод» выполняет ремонт и модернизацию военных самолётов и вертолётов, разработку и изготовление аппаратуры радиотехнической защиты)
  - Барановичский станкостроительный завод (филиал ЗАО «Атлант») производит компрессоры для Минского завода холодильников, различную бытовую технику
  - ОАО «Барановичский автоагрегатный завод» выпускает узлы и механизмы, используемые при производстве автомашин семейства «МАЗ» и тракторов «Беларус»
  - ОАО «Барановичский завод автоматических линий» выпускает металлорежущие станки, автоматические линии, а также осуществляет поставку нестандартного оборудования для реконструкции локомотивных и вагонных депо
  - ОАО «Барановичский завод станкопринадлежностей» выпускает станочную оснастку: тиски, токарные патроны, пневмоцилиндры, электромагнитные зажимные головки, поворотные столы
  - ОАО «Торгмаш» (Барановичский завод торгового машиностроения) производит широкий спектр машин и оборудования для предприятий массового питания и торговли
  - ОАО «Барановичский завод запасных частей «Автако»
- химической промышленности — завод бытовой химии ОАО «Бархим»
- строительной промышленности:
  - Завод строительных деталей и конструкций (филиал ОАО «Дорстроймонтажтрест»)
  - Завод железобетонных изделий (филиал ОАО «Стройтрест No 25»)
  - ОАО «Барановичский комбинат железобетонных конструкций» (филиал ОАО «Кричевцементношифер»)
  - ОАО «Барановичский завод санэлектрозаготовок»
- пищевой промышленности:
  - Барановичский хлебозавод (филиал ОАО «Берестейский пекарь»)
  - ОАО «Барановичский комбинат пищевых продуктов»
  - ОАО «Барановичский молочный комбинат» (в 2020 году продан ОАО «Савушкин продукт» без аукциона по распоряжению Александра Лукашенко и ликвидирован как самостоятельное юридическое лицо, в 2021 году прекратил производство кефира, масла, сметаны, творога, мороженого)
  - ОАО «Барановичхлебопродукт»
  - Барановичский мясоконсервный комбинат (в 2007 году ликвидирован как самостоятельное юридическое лицо, присоединён к Берёзовскому мясоконсервному комбинату)
- лёгкой промышленности:
  - ОАО «Барановичское производственное хлопчатобумажное объединение» — единственный производитель хлопчатобумажных тканей в Республике Беларусь[25]
  - ООО «Царство сновидений»
  - ООО «Сонмаркет»
  - ОАО «Барановичская швейная фабрика»
  - ОАО «Барановичская обувная фабрика»
  - Филиал ИЧУПП «Актив Шуз»
- деревообработки — ЧУП «Мебельная фабрика «Лагуна».

В 1972—2016 годах в городе действовал комбинат сенажных башен («Агропромстроймаш»). В 1946—2013 годах в городе действовало производственное объединение «Барановичидрев» (Барановичский завод строительных деталей), в 2019 году признанное банкротом.
В городе расположен центр Барановичского отделения Белорусской железной дороги.

### Транспорт
Основным транспортом в городе является автобус и электробус. На данный момент в городе действует 31 маршрут. Кроме этого, в городе действует сеть маршрутных такси городского и пригородного значения. В дальнейшей перспективе планируется проведение троллейбусной сети и строительство троллейбусного парка по улице Бадака, в западной части города. 
Также в Барановичах расположены два пассажирских железнодорожных вокзала (Центральный и Полесский) и несколько станций, образующие один из крупнейших в стране железнодорожных узлов.
Основным перевозчиком населения в Барановичах — ОАО Автобусный парк.

## Жильё
Жилищный фонд Барановичей на конец 2017 года составил 4431,9 тысячу м² общей площади. В 2000 году жилищный фонд составлял 3289,9 тысяч м²; за 17 лет он увеличился на 34,7 %. Обеспеченность населения жильём в 2000—2017 годах выросла с 19,5 м² на человека до 24,7 м²; по этому показателю Барановичи заняли второе место среди крупных городов Республики Беларусь после Бобруйска (24,8 м²). Летом 2017 года средняя цена 1 м² жилой недвижимости в Барановичах составляла 478 долларов, что в 2,3 раза ниже, чем в Минске, и на 26 % дешевле по сравнению с Брестом. К началу 2019 года цены на жильё в Барановичах выросли до 501 доллара за 1 м². Среди 17 крупнейших городов страны более дешёвое жильё было только в Бобруйске, Мозыре, Орше, Пинске, Полоцке; разница в ценах на жильё с Брестом выросла до 40 %.

## Население
Численность населения — 170 817 человек (на 1 января 2025 года).
| Численность населения (по годам) | Численность населения (по годам) | Численность населения (по годам) | Численность населения (по годам) | Численность населения (по годам) | Численность населения (по годам) | Численность населения (по годам) | Численность населения (по годам) | Численность населения (по годам) | Численность населения (по годам) |
| 1931                             | 1959                             | 1970                             | 1979                             | 1989                             | 1996                             | 2001                             | 2002                             | 2003                             | 2004                             |
| -------------------------------- | -------------------------------- | -------------------------------- | -------------------------------- | -------------------------------- | -------------------------------- | -------------------------------- | -------------------------------- | -------------------------------- | -------------------------------- |
| 22 893                           | ▲58 064                          | ▲101 472                         | ▲130 647                         | ▲159 315                         | ▲167 300                         | ▲168 395                         | ▼168 116                         | ▼167 907                         | ▼167 201                         |
| 2005                             | 2006                             | 2007                             | 2008                             | 2009                             | 2010                             | 2011                             | 2012                             | 2013                             | 2014                             |
| ▲166 786                         | ▼166 122                         | ▼166 075                         | ▲166 304                         | ▲166 754                         | ▲167 228                         | ▲167 665                         | ▲167 882                         | ▲167 970                         | ▲174 444                         |
| 2015                             | 2016                             | 2017                             | 2018                             | 2019                             | 2020                             | 2021                             | 2022                             | 2023                             | 2024                             |
| ▲175 562                         | ▲175 605                         | ▲175 815                         | ▼175 354                         | ▼175 262                         | ▼175 050                         | ▼174 183                         |                                  | ▼ 172 150                        | ▼ 171 361                        |
| 2025                             |                                  |                                  |                                  |                                  |                                  |                                  |                                  |                                  |                                  |
| ▼170 817                         |                                  |                                  |                                  |                                  |                                  |                                  |                                  |                                  |                                  |

| Национальный состав по переписи 2019 года | Национальный состав по переписи 2019 года | Национальный состав по переписи 2019 года | Национальный состав по переписи 2019 года | Национальный состав по переписи 2019 года | Национальный состав по переписи 2019 года | Национальный состав по переписи 2019 года | Национальный состав по переписи 2019 года | Национальный состав по переписи 2019 года | Национальный состав по переписи 2019 года | Национальный состав по переписи 2019 года |
| Всего (2019)                              | белорусы                                  | белорусы                                  | русские                                   | русские                                   | поляки                                    | поляки                                    | украинцы                                  | украинцы                                  | евреи                                     | евреи                                     |
| ----------------------------------------- | ----------------------------------------- | ----------------------------------------- | ----------------------------------------- | ----------------------------------------- | ----------------------------------------- | ----------------------------------------- | ----------------------------------------- | ----------------------------------------- | ----------------------------------------- | ----------------------------------------- |
| 175 100                                   | 146 579                                   | 83,71 %                                   | 17 792                                    | 10,16 %                                   | 4341                                      | 2,48 %                                    | 2402                                      | 1,37 %                                    | 267                                       | 0,15 %                                    |
| 175 100                                   | татары                                    | татары                                    | армяне                                    | армяне                                    | литовцы                                   | литовцы                                   | азербайджанцы                             | азербайджанцы                             | цыгане                                    | цыгане                                    |
| 175 100                                   | 129                                       | 0,07 %                                    | 126                                       | 0,07 %                                    | 97                                        | 0,06 %                                    | 82                                        | 0,05 %                                    | 75                                        | 0,04 %                                    |
|                                           |                                           |                                           |                                           |                                           |                                           |                                           |                                           |                                           |                                           |                                           |
| Национальный состав по переписи 2009 года |                                           |                                           |                                           |                                           |                                           |                                           |                                           |                                           |                                           |                                           |
| Всего (2009)                              | белорусы                                  | белорусы                                  | русские                                   | русские                                   | поляки                                    | поляки                                    | украинцы                                  | украинцы                                  | евреи                                     | евреи                                     |
| 168 240                                   | 138 236                                   | 82,17 %                                   | 16367                                     | 9,73 %                                    | 4159                                      | 2,47 %                                    | 2672                                      | 1,59 %                                    | 116                                       | 0,07 %                                    |
| 168 240                                   | армяне                                    | армяне                                    | татары                                    | татары                                    | цыгане                                    | цыгане                                    | азербайджанцы                             | азербайджанцы                             | литовцы                                   | литовцы                                   |
| 168 240                                   | 108                                       | 0,06 %                                    | 101                                       | 0,06 %                                    | 88                                        | 0,05 %                                    | 73                                        | 0,04 %                                    | 75                                        | 0,04 %                                    |
|                                           |                                           |                                           |                                           |                                           |                                           |                                           |                                           |                                           |                                           |                                           |
| Национальный состав по переписи 1959 года |                                           |                                           |                                           |                                           |                                           |                                           |                                           |                                           |                                           |                                           |
| Всего (1959)                              | белорусы                                  | белорусы                                  | русские                                   | русские                                   | поляки                                    | поляки                                    | украинцы                                  | украинцы                                  | евреи                                     | евреи                                     |
| 58 064                                    | 34 543                                    | 59,49 %                                   | 15 999                                    | 27,55 %                                   | 3026                                      | 5,21 %                                    | 2642                                      | 4,55 %                                    | 982                                       | 1,69 %                                    |

### Динамика
Численность населения на 1 января 2023 года — 172 150 человек.
Население 174 183 человек (1 января 2021 года). Увеличение населения обеспечивается притоком в город и строительством новых районов. В настоящий момент активно строится новый район на 20 тысяч жителей Боровки (Юго-Запад). В генеральном плане города Барановичи запланировано строительство и других новых районов города: Дубово, Северный-2, Боровцы.
В 2012 году в состав города было включено 11 населённых пунктов, относящихся ранее к территории Барановичского района. Таким образом население города выросло сразу на 7730 человек, зарегистрированных на включённой территории.
Уровень естественного прироста в городе положительный и составлял в 2010 году +0.035 % от общего населения.
В 2010 году на 2197 новорождённых пришлось 2137 умерших (+58). В то время как в 2009—2157 и 2203 соответственно (-46).

### Демографические характеристики
| Рождаемость и смертность в пересчёте на 1000 человек:                                           |
| ----------------------------------------------------------------------------------------------- |
| Графики недоступны из-за технических проблем. См. информацию на Фабрикаторе и на mediawiki.org. |
| Рождаемость Смертность                                                                          |

В 2017 году в Барановичах родилось 1984 и умерло 1913 человек. Коэффициент рождаемости — 11,1 на 1000 человек (средний показатель по Брестской области — 11,8, по Республике Беларусь — 10,8), коэффициент смертности — 10,7 на 1000 человек (средний показатель по Брестской области — 12,8, по Республике Беларусь — 12,6). По уровню рождаемости в 2017 году Барановичи делили с Пинском 11—12-е места среди 23 городов страны с населением более 50 тысяч человек, по уровню смертности — 8—9-е места (с Кобрином), по уровню естественного прироста/убыли населения (+0,4) — 11—12-е места (с Гомелем).
| Год  | Родилось | Умерло | Естественный прирост/убыль |
| ---- | -------- | ------ | -------------------------- |
| 2005 | 1664     | 1960   | -296                       |
| 2008 | 1980     | 2028   | -48                        |
| 2009 | 1895     | 1891   | +4                         |
| 2010 | 1956     | 1914   | +42                        |
| 2011 | 2080     | 2014   | +66                        |
| 2012 | 2119     | 1754   | +365                       |
| 2013 | 2113     | 1848   | +265                       |
| 2014 | 2277     | 1898   | +379                       |
| 2015 | 2299     | 1833   | +466                       |
| 2016 | 2181     | 1851   | +330                       |
| 2017 | 1984     | 1913   | +71                        |

В 2006 году 17,5 % населения было в возрасте моложе трудоспособного, в 2011 году — 16,3 %, в 2018 году — 18,1 %. В трудоспособном возрасте в 2006 году было 63,1 %, в 2011 году — 62,4 %, в 2018 году — 58 %. В возрасте старше трудоспособного в 2006 году было 19,4 % населения, в 2011 году — 21,3 %, в 2018 году — 23,9 %.
В 2017 году в Барановичах было зарегистрировано 1304 брака (7,3 на 1000 человек; самый высокий показатель в Брестской области) и 669 разводов (3,7 на 1000 человек; самый высокий показатель в области).
Миграционная ситуация характеризуется неустойчивостью притока и оттока населения, в результате чего в отдельные годы в Барановичи чаще переезжают, чем выезжают в другие регионы и за пределы страны, в другие годы складывается обратная ситуация.
| Год  | Прибыло | Выбыло | Миграционный прирост/убыль |
| ---- | ------- | ------ | -------------------------- |
| 2005 | 3424    | 3569   | -145                       |
| 2008 | 4621    | 3995   | +626                       |
| 2009 | 5626    | 4286   | +1340                      |
| 2010 | 4230    | 3276   | +954                       |
| 2011 | 3792    | 3111   | +681                       |
| 2012 | 3613    | 3134   | +479                       |
| 2013 | 4212    | 3649   | +563                       |
| 2014 | 5031    | 3698   | +1333                      |
| 2015 | 4100    | 4333   | -233                       |
| 2016 | 4434    | 4447   | -13                        |
| 2017 | 4120    | 4464   | -344                       |

## Образование

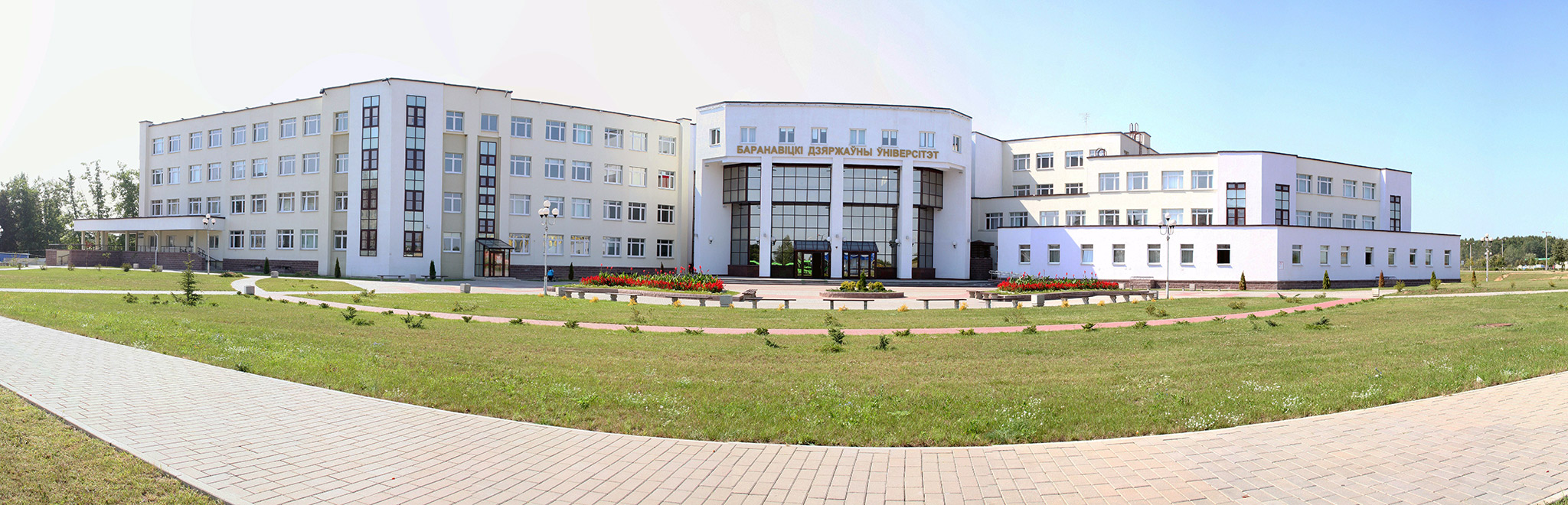
Барановичский государственный университет

По состоянию на 2018/2019 учебный год в Барановичах действуют 1 общеобразовательный лицей, 5 гимназий, 15 средних школ. Из дошкольных учреждений действуют 41 ясли-сад, 2 специальных детских сада, 2 дошкольных центра развития ребёнка и центр коррекционно-развивающего обучения и реабилитации. Действуют городской дворец детского творчества, эколого-биологический центр и центр туризма и краеведения. В 2016/2017 учебном году 99,9 % учащихся средних школ города обучались на русском языке, 4 человека — на белорусском языке. В 2019/2020 учебном году в городе был организован один первый класс с обучением на белорусском языке.
Действуют три учреждения профессионально-технического образования: 
- Барановичский государственный профессионально-технический колледж сферы обслуживания;
- Барановичский государственный профессиональный лицей строителей;
- Барановичский государственный профессиональный лицей машиностроения.

Среднее специальное образование в Барановичах можно получить в экономико-юридическом колледже, технологическом колледже Белкоопсоюза, колледже лёгкой промышленности, в музыкальном училище.
Высшее образование представлено Барановичским государственным университетом, созданным в соответствии с Указом Президента от 23 июня 2004 года. В университете пять факультетов: инженерный, факультет экономики и права, факультет педагогики и психологии, факультет славянских и германских языков и факультет довузовской подготовки.
Образование в университете получают более 5500 студентов. На 28 кафедрах университета работают более 360 преподавателей, среди которых 8 докторов наук и профессоров, 52 кандидата наук и доцента, более 50 магистров.

## Культура

### Публичные библиотеки
Централизованная библиотечная система была создана в 1978 году. В её составе — семь библиотек, в том числе Центральная городская библиотека имени В. П. Тавлая, центральная детская библиотека, пять филиалов. В структуре ЦБС три стационарных пункта выдачи и один библиобус. По состоянию на январь 2012 года, библиотечный фонд города составлял 599 690 экземпляров.

### Дворцы, дома культуры
Для жителей города открыты городской Дом культуры, ГУК «Дворец культуры г. Барановичи» (бывший Дворец культуры «Текстильщик») и другие дома культуры.

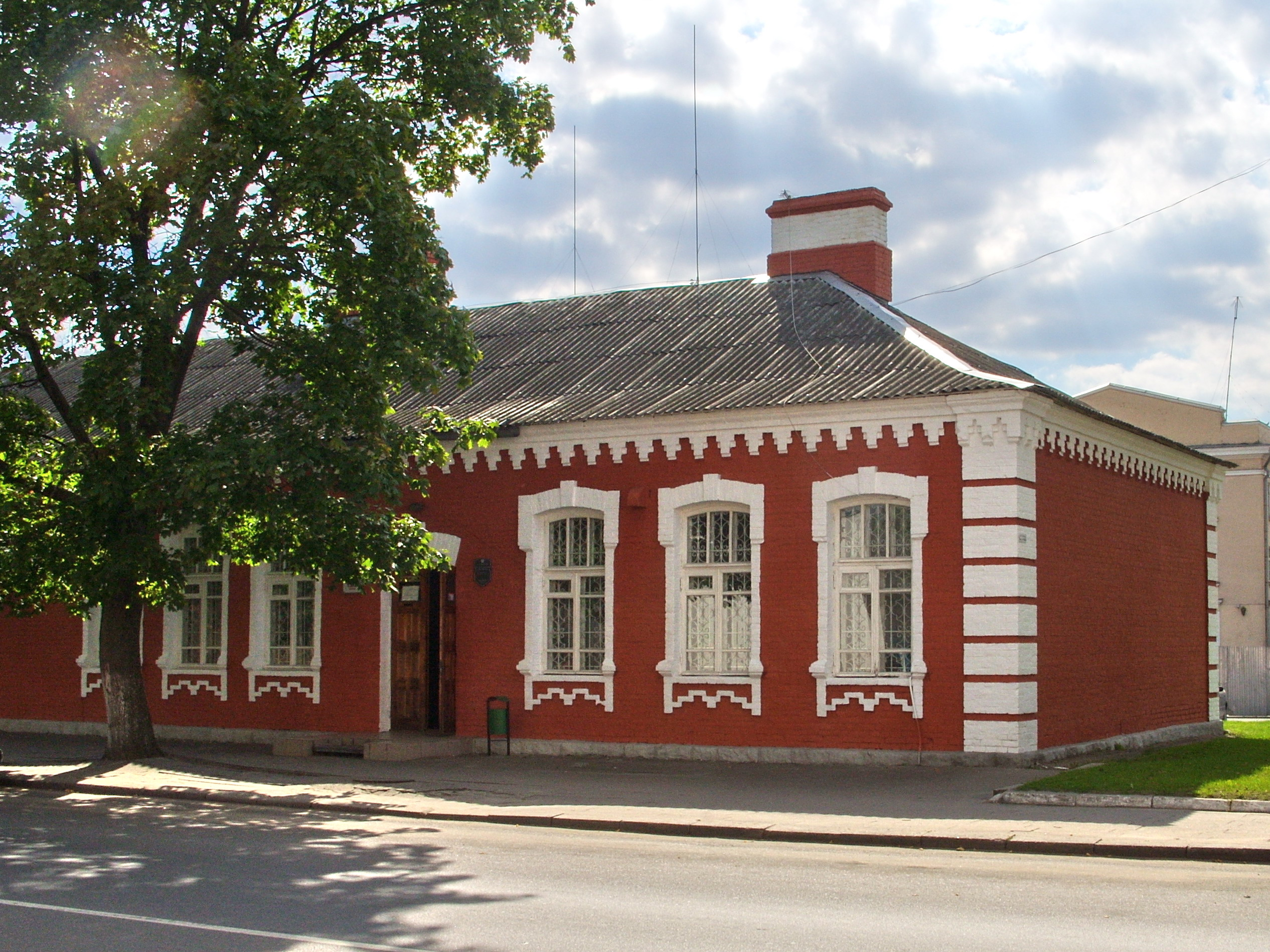
Музей истории железной дороги

Популярностью среди горожан пользуются народные танцевальные ансамбли «Юность», «Юрочка», «Ляльки», ансамбли бальных танцев «Фиеста», «Вэсма», ансамбли эстрадных танцев «Карусель» и «Вояж», и танцевальные коллективы: самые титулованные мажоретки и чирлидеры «Холидей» и «Крутая малышня». Городской эстрадно-симфонический оркестр часто выезжает на гастроли за границу.
В Барановичах работают ряд музыкальных групп. Среди них лауреат международных конкурсов группа «Контраданс» (впоследствии переименованная в «Литуус»). Этот коллектив создан в 1992 году выпускниками высших музыкальных заведений Беларуси. 

### Музеи
- Барановичский краеведческий музей[55] (в 2016 году — 42 960 музейных предметов основного фонда, 53,4 тысячи посещений)[56]
- Музей истории железной дороги
- Музей железнодорожной техники города Барановичи, имеет более 400 экспонатов, среди которых макет железнодорожной станции и действующий семафор
- Паровозы в Барановичском железнодорожном музееМузей-аптека Станислава Лаевского

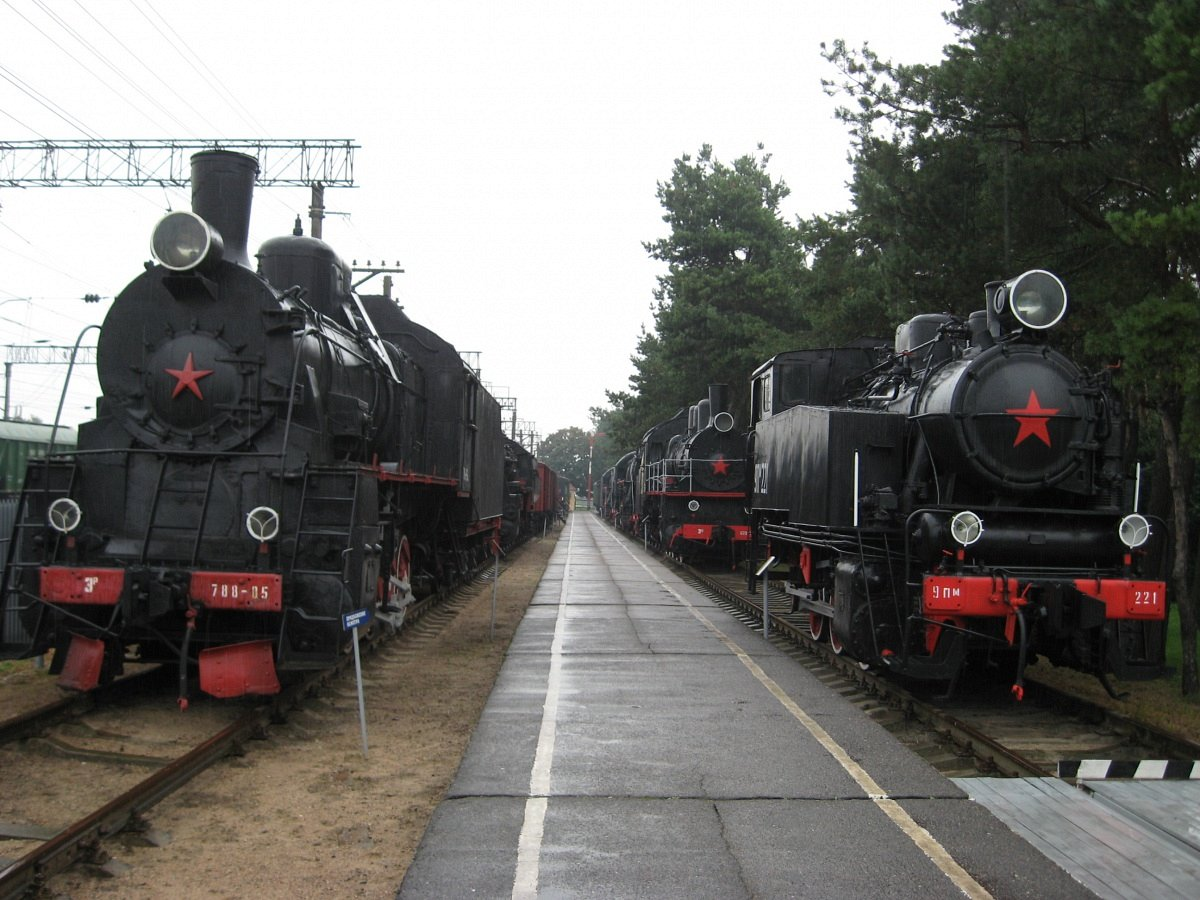
Паровозы в Барановичском железнодорожном музее

- Народный литературно-краеведческий музей имени В. П. Тавлая
- Музей «Боевой Славы 50-й ОМБр»
- Музей памяти «Долг»
- Музей истории школы № 13
- Музей народного единства
- Музей И. К. Кабушкина
- Музей Боевой славы Барановичской Краснознамённой ордена Кутузова 2-й степени 18-й автомобильной бригады
- Музей Героя Советского Союза Г. Н. Холостякова
- Музей имени В. Н. Карвата на территории 61-й истребительной авиационной базы, базирующейся на аэродроме Барановичи
- Экспозиция «Забвению не подлежит», посвящённая геноциду беларуского народа, в Барановичской межрайонной прокуратуре[57]

### Кинотеатры
- Кинотеатр «Октябрь» (в центре города)
- Кинотеатр «Звезда» (в бывшем Доме офицеров)

## События и мероприятия

### События
- В 2016 году городу Барановичи присуждён статус «Молодёжная столица Беларуси-2016»[17]
- 17 мая 2019 года Барановичи принял эстафету огня II Европейских игр[18]
- 15 сентября 2023 года — Республиканская акция «Символ Единства 2023»[58]

### Мероприятия
- Республиканский фестиваль духовой музыки «Беларускія фанфары»
- Фестиваль-ярмарка «Берестейские сани-2023»[59]
- 2-3 июня 2023 года — спортивно-культурный фестиваль «Вытокі. Крок да Алімпу»[60][61][62][63]

В 2024 году закрыли для проезда транспорта участок улицы Советской от улицы Горького до Комсомольской, превратив в пешеходную улицу. Она покрыта старой вековой брусчаткой из бутового камня. Там, перекресток Советской с бульваром Штоккерау стал местом скопления для отдыхающих, молодежи, творческих исполнителей, для любителей погулять и отдохнуть в заведениях.

## Здравоохранение и спорт
Система здравоохранения состоит из 14 лечебно-профилактических заведений, в которых работают 3658 врачей и медработников среднего звена. В городе Барановичи и Барановичском районе проживает около 45 тыс. детей, медицинская помощь которым оказывается на базе Барановичской детской городской больницы.
Для занятий физкультурой и спортом к услугам горожан стадион, 4 закрытых и 4 мини-бассейна, 54 спортивных зала, 12 спортивных клубов, 23 стрелковых тира. В городе работают 5 детских и юношеских спортивных школ.

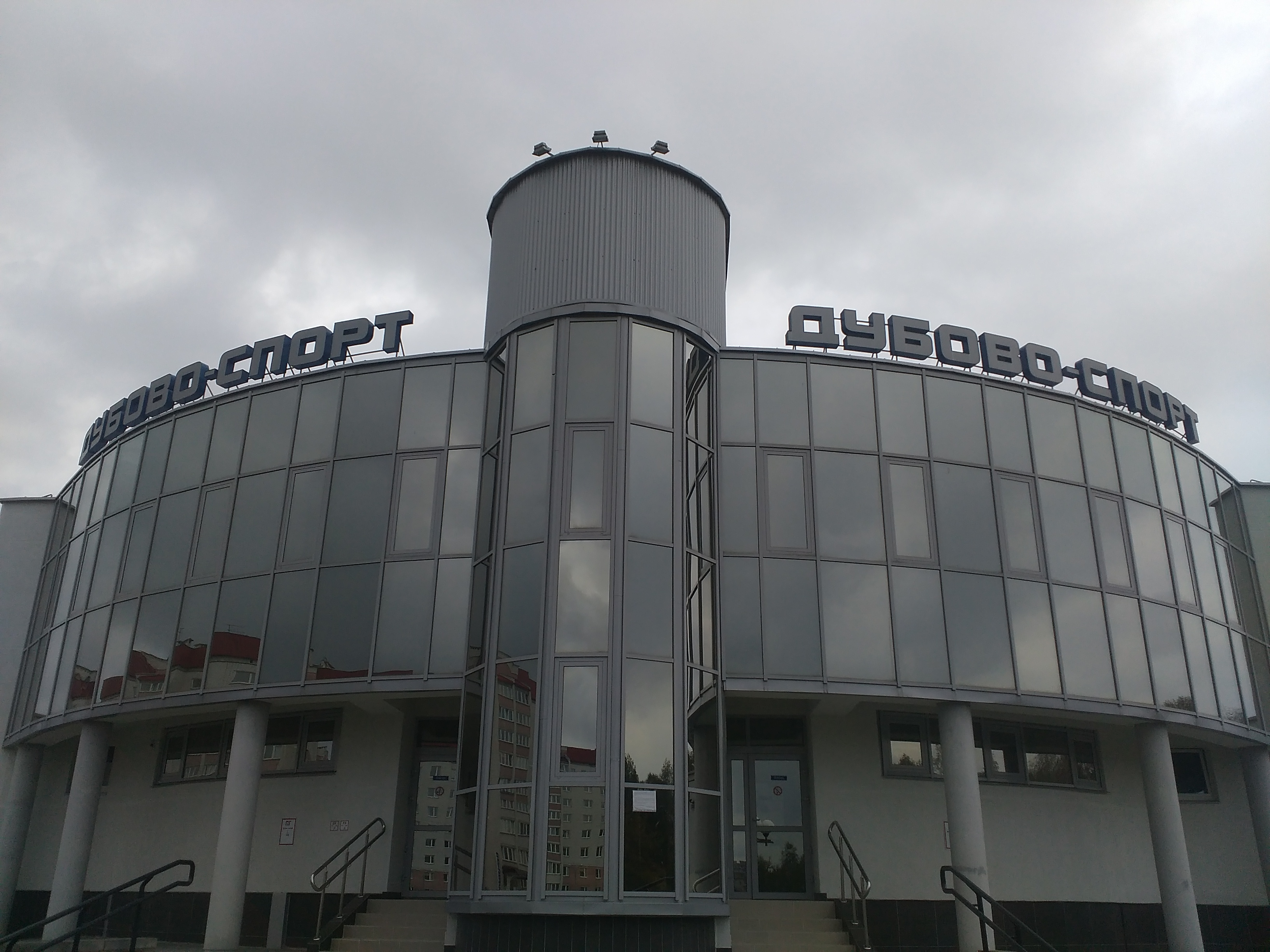
Главный вход на стадион «Дубово-спорт», специализирующийся на хоккее на траве

Профессиональный спорт представлен несколькими клубами в разных видах спорта. Футбольный клуб «Барановичи» выступает в первой лиге чемпионата Республики Беларусь (ранее выступал во второй лиге), в 14 первых играх розыгрыша 2019 года команда не одержала ни одной победы и потерпела 12 поражений. После открытия ледового дворца в Барановичах был сформирован одноимённый профессиональный хоккейный клуб, выступающий в дивизионе «Б» национального чемпионата (6-е место в 2018/2019 году). В городе также существует женская команда по хоккею на траве «Текстильщик-БарГУ», выступающая на специализированном стадионе «Дубово-спорт».

## Религия
По состоянию на 2019 год в Барановичах действовало по 5 православных и римско-католических религиозных общин, 3 общины христиан веры евангельской (пятидесятников), по одной общине греко-католиков, евангельских христиан-баптистов, христиан полного Евангелия, адвентистов седьмого дня, новоапостольской церкви, свидетелей Иеговы, традиционного иудаизма и прогрессивного иудаизма. Действует также римско-католическая монашеская община — конгрегация сестёр-миссионерок Святого семейства.

## Достопримечательности
- Покровский собор (1924—1931), семь мозаичных панно (1902—1911), ул. Куйбышева —  Историко-культурная ценность Республики Беларусь, шифр 112Г000041
- Крестовоздвиженский костёл (1924—1925), ул. Куйбышева, 34 —  Историко-культурная ценность Республики Беларусь, шифр 113Г000042
- Церковь Святого Александра Невского
- Церковь Святых Жён-Мироносиц
- Костёл Богоматери Фатимской (1998)
- Костёл Святого Яна Павла II
- Синагога (конец XIX в.)
- Церковь во имя Святого Иоанна Война (2013)
- Церковь Святого великомученика Георгия Победоносца (2016)
- Костёл Святого Зигмунда, в неоготическом стиле (1996—2000)
- Храм протестантский
- Троицкий костёл

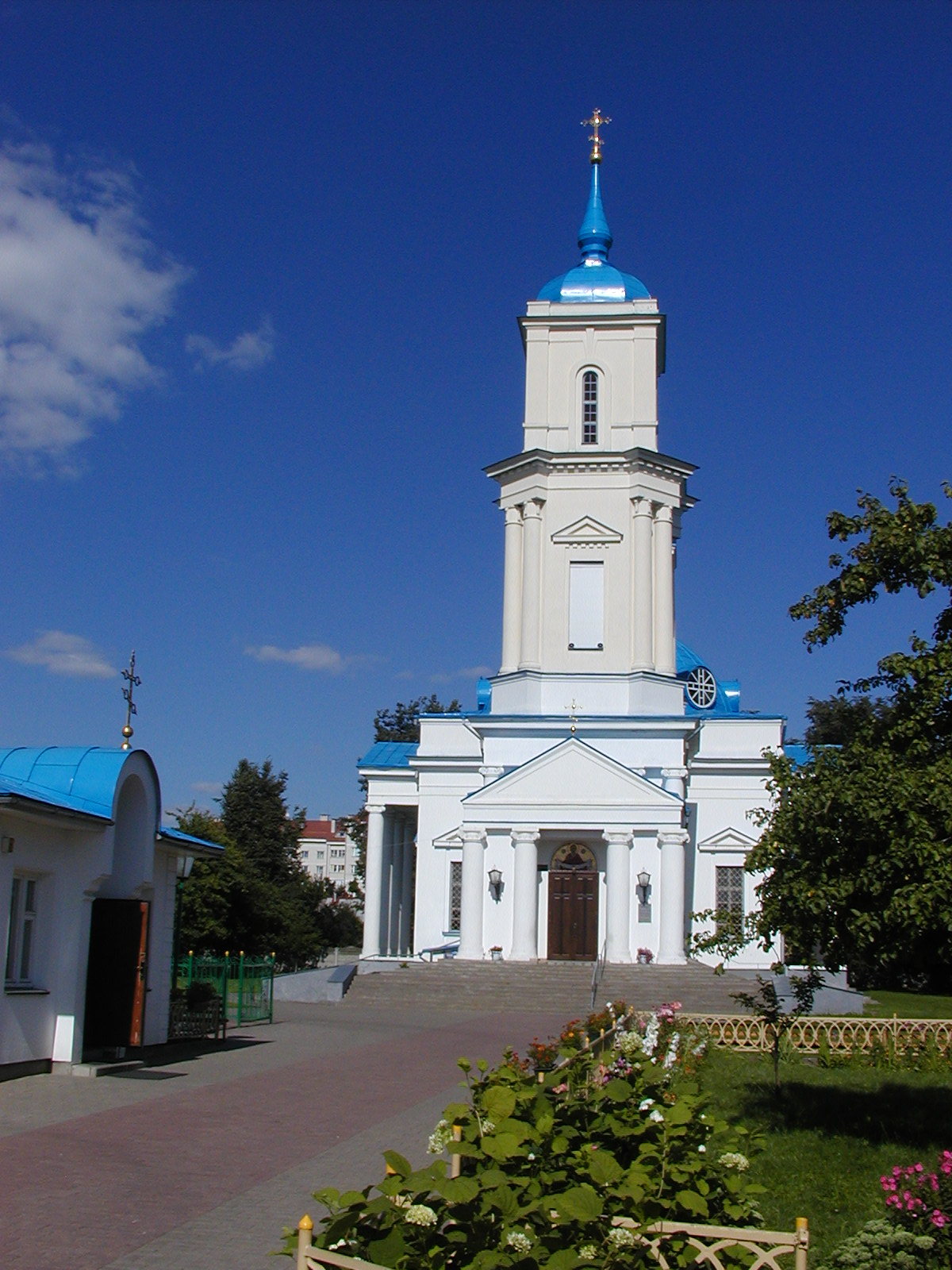
Покровский собор
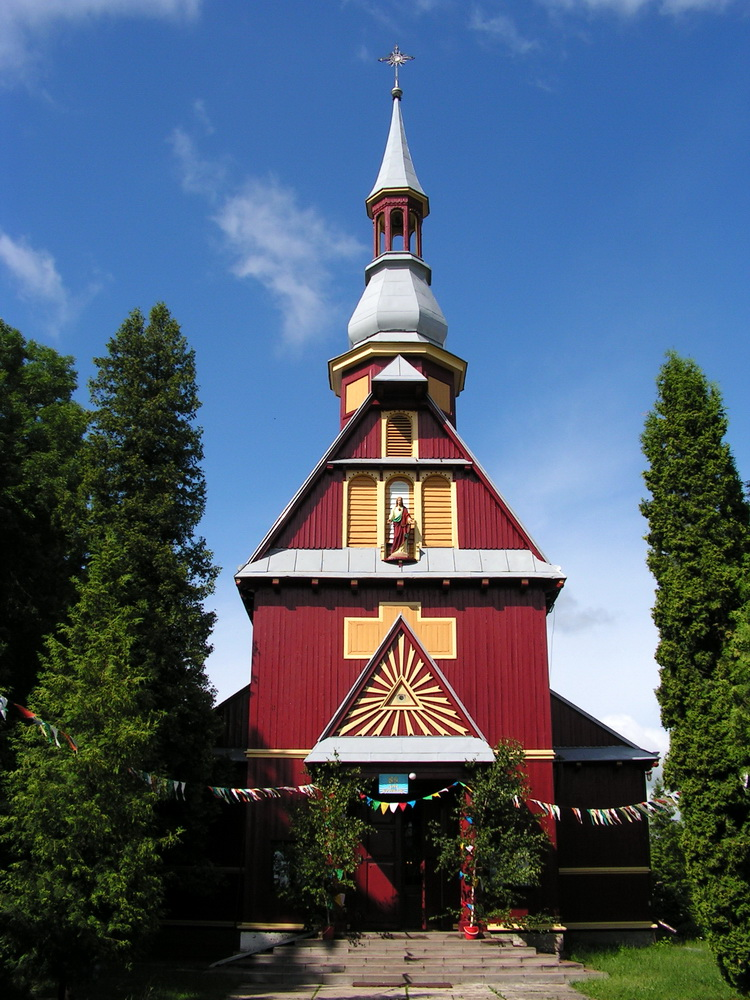
Крестовоздвиженский костёл
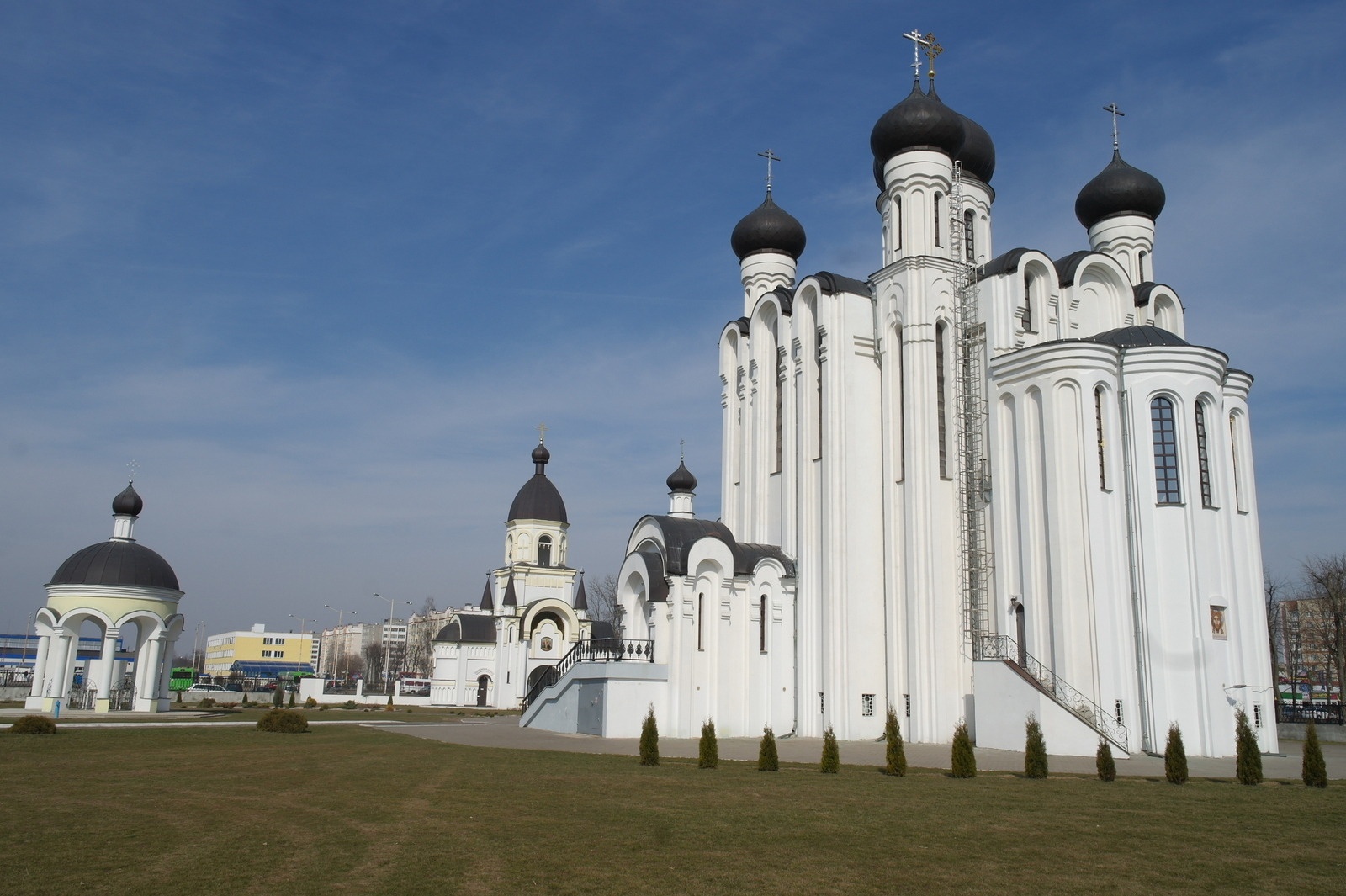
Церковь Св. Александра Невского
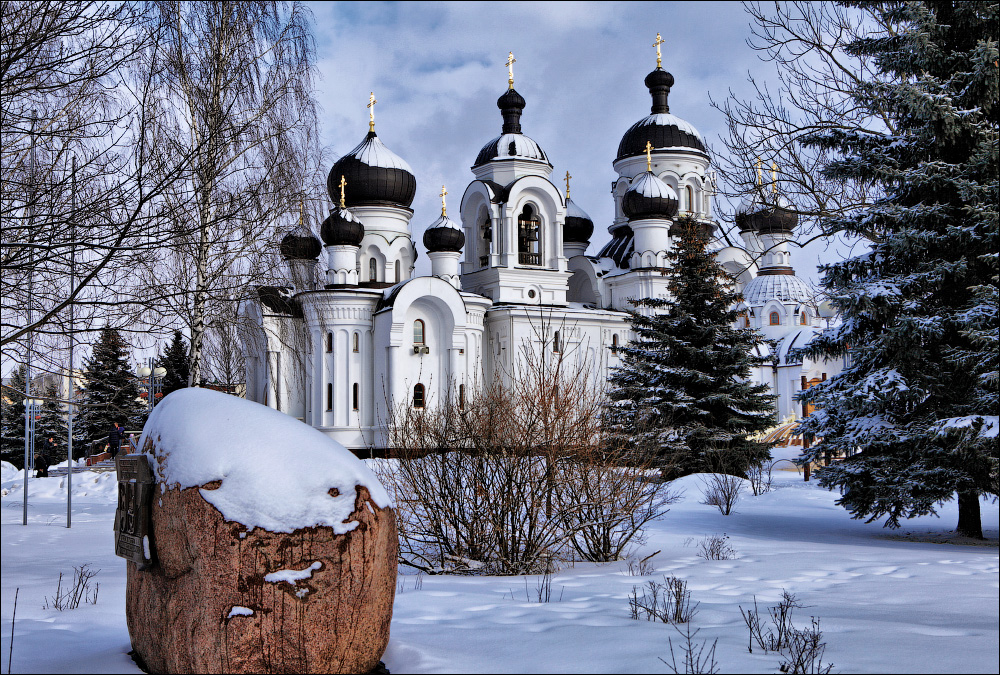
Церковь Святых Жён-Мироносиц
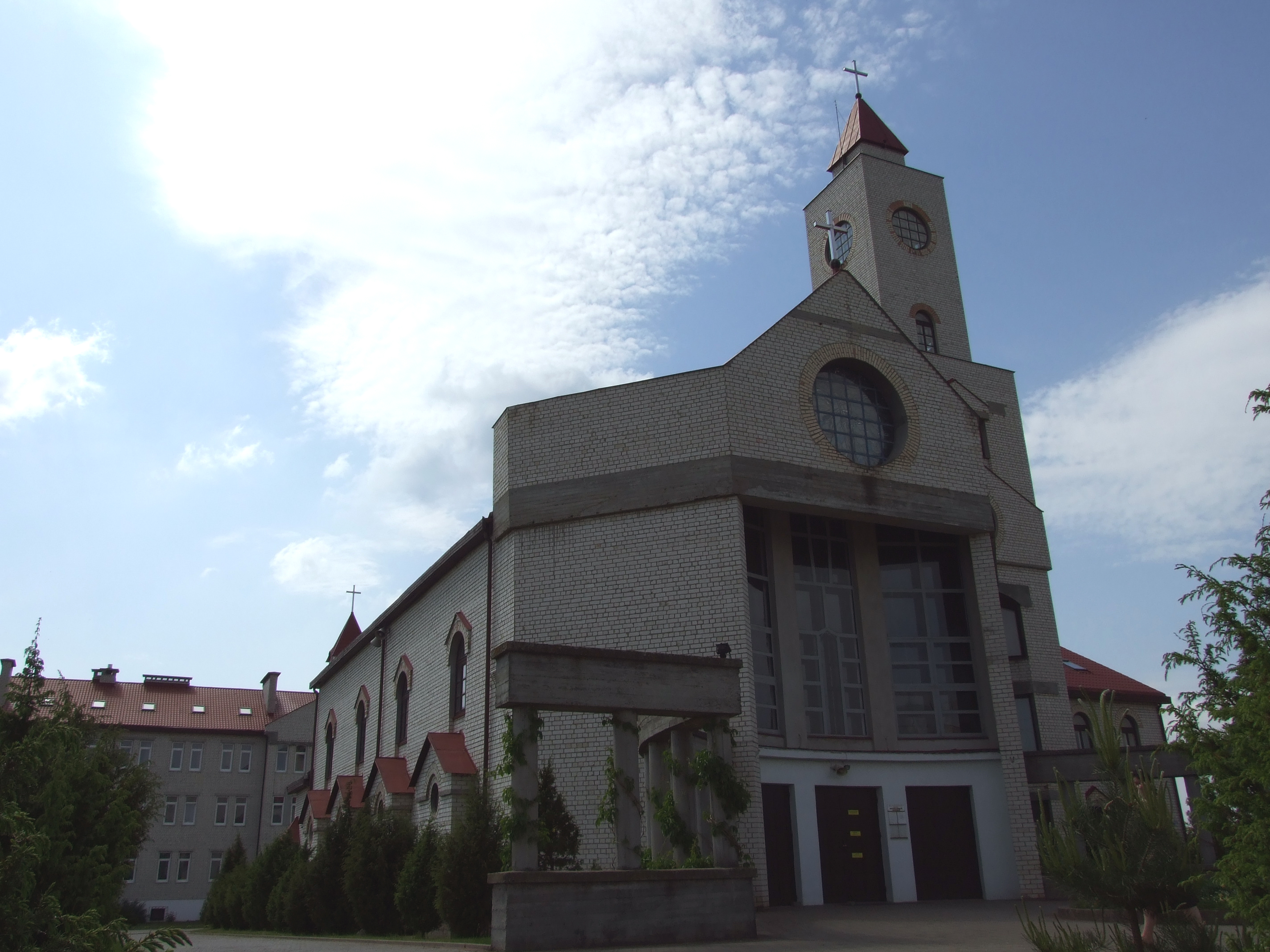
Костёл Богоматери Фатимской
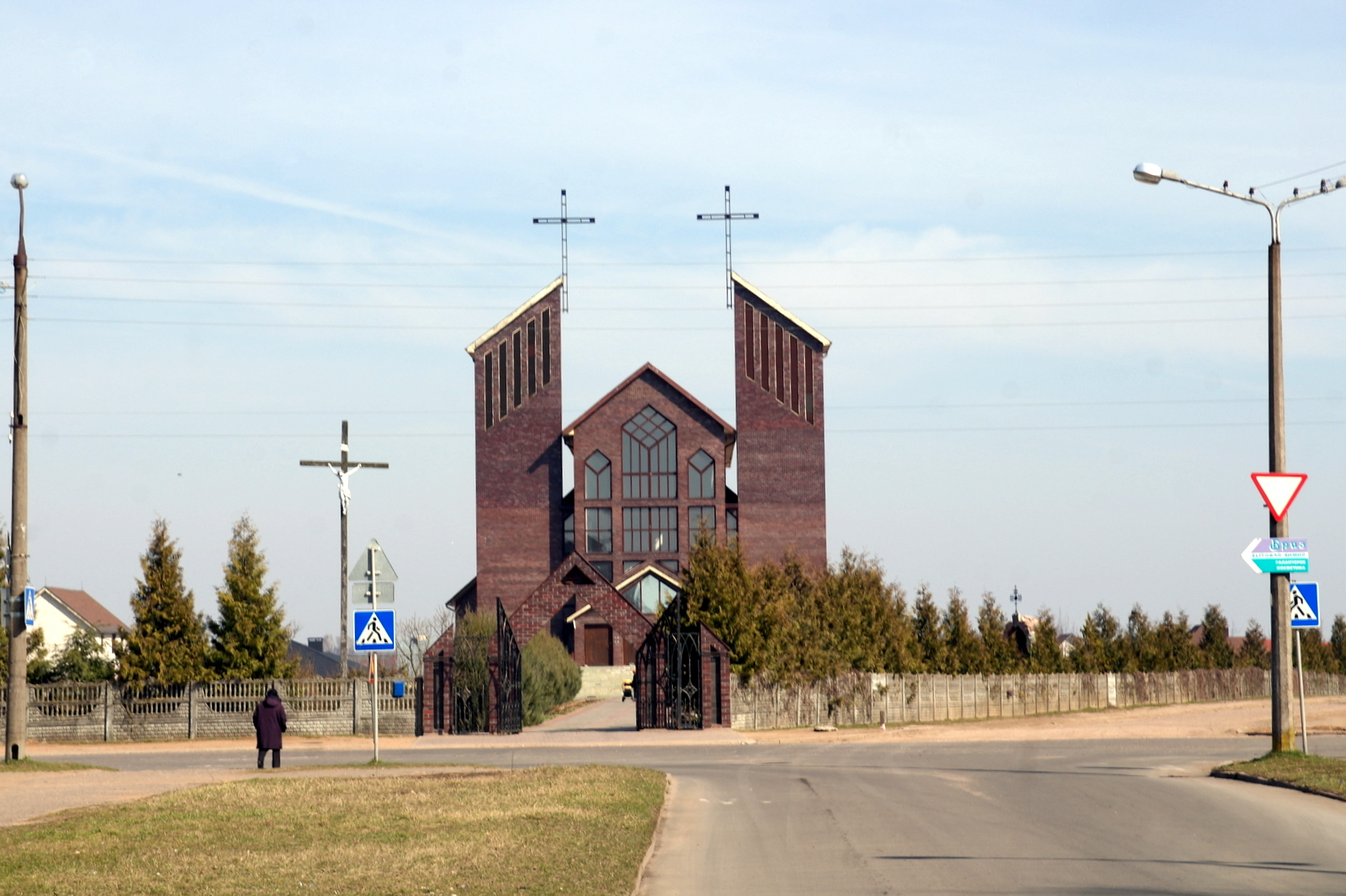
Костёл Святого Зигмунда

### Исторические здания
- Исторические здания города (конец XIX - начало XX вв.)
- Здания XIX — начала XX веков, принадлежащие еврейской общине[71]
- Здание пожарного депо (1930-е), ул. Тельмана, 21 —  Историко-культурная ценность Республики Беларусь, шифр 113Г000047
- Здание банка (1927-1929), ул. Советская, 77 —  Историко-культурная ценность Республики Беларусь, шифр 113Г000045
- Здание (1930-е), ул. Пирогова, 5 —  Историко-культурная ценность Республики Беларусь, шифр 113Г000044
- Здание аптеки Лаевского (1930-е), ул. Тельмана, 5 —  Историко-культурная ценность Республики Беларусь, шифр 113Г000046
- Здание (начало XX века), ул. Фролянкова, 11 —  Историко-культурная ценность Республики Беларусь, шифр 113Г000048
- Здание радиостанции (1930-е), ул. Комсомольская, 65 —  Историко-культурная ценность Республики Беларусь, шифр 113Г000040
- Здание Окружного акцизного управления (1902), ул. Фролянкова, 50 —  Историко-культурная ценность Республики Беларусь, шифр 113Г000049
- Иешива (1899)
- Казармы Ставки Верховного Главнокомандующего
- Усадьба Королевских (1871)
- Усадьба Розвадовских «Розвадово» (конец XIX — начало XX вв.)
- Старый парк
- Первый 9-ти этажный дом в Барановичах

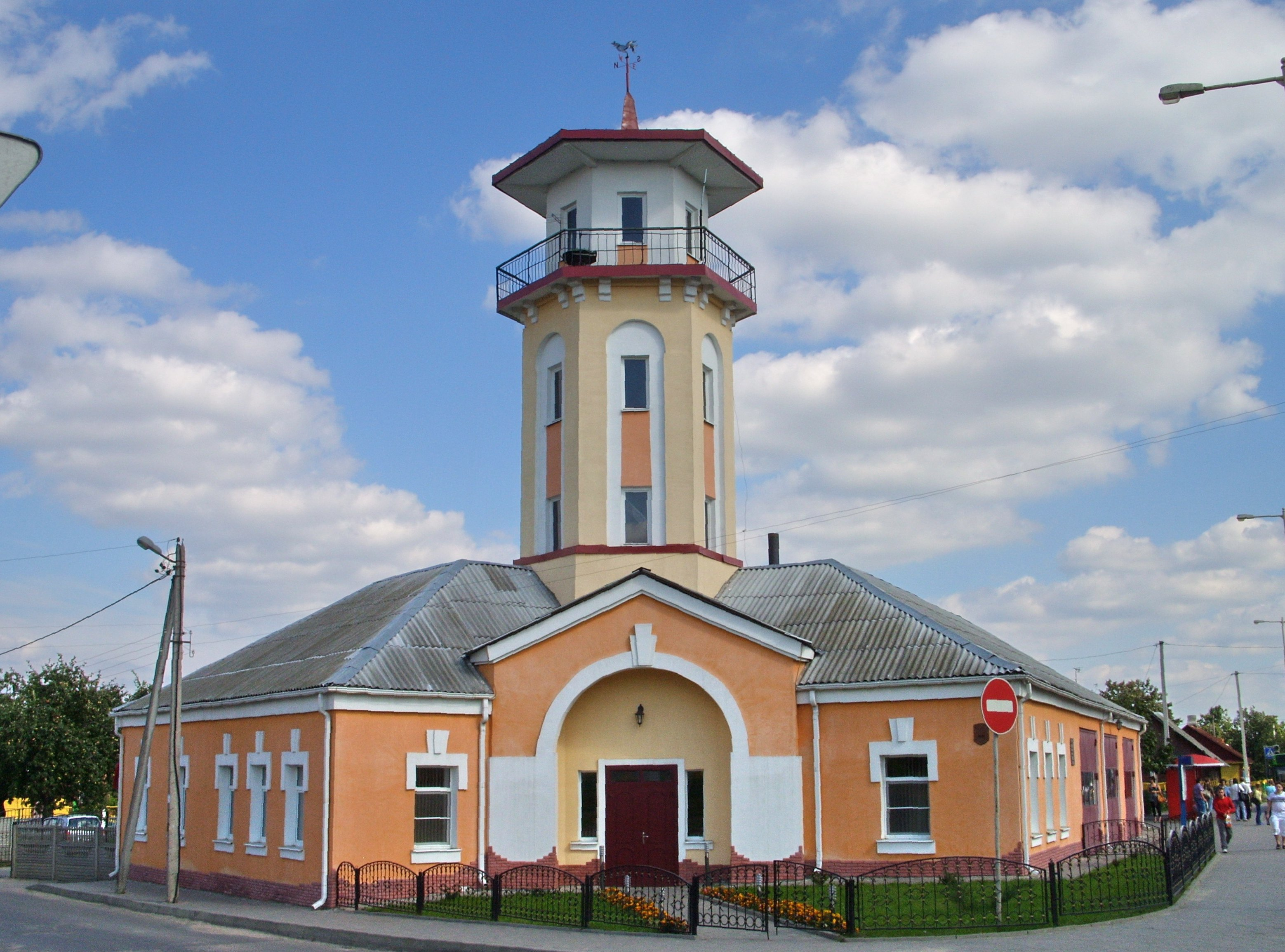
Здание пожарного депо, ул. Тельмана, 21
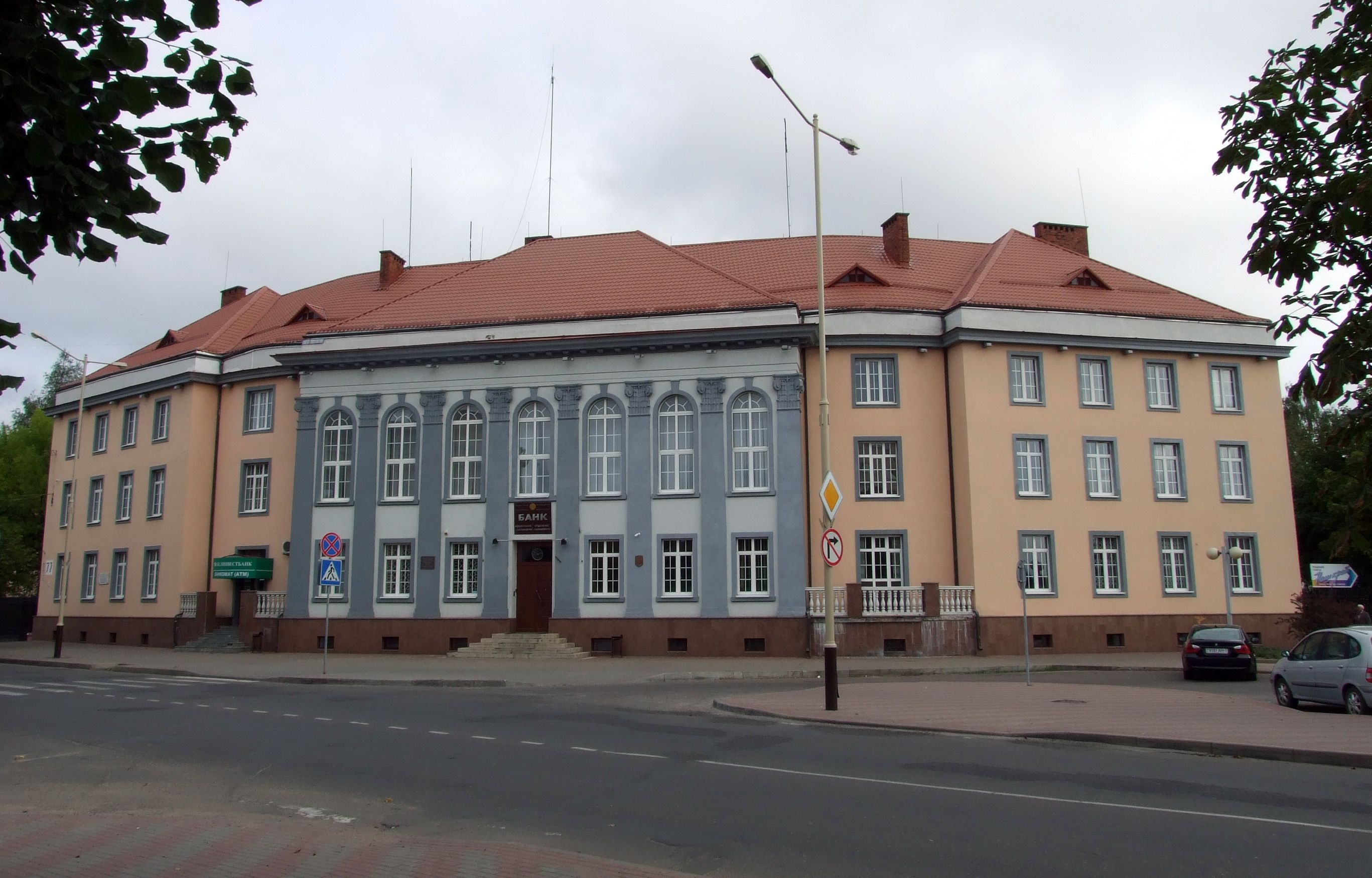
Здание банка, ул. Советская 77
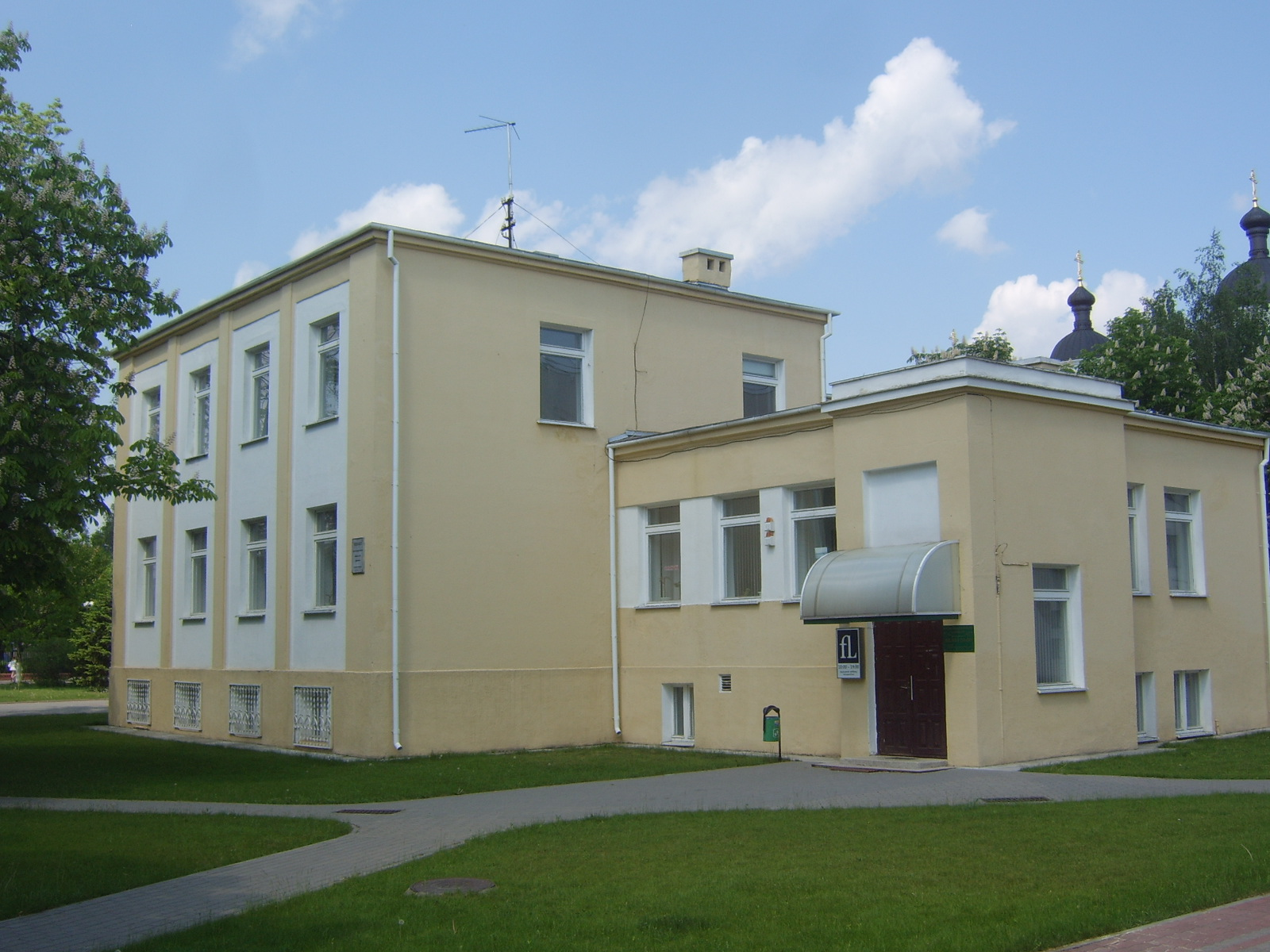
Здание, ул. Пирогова, 5
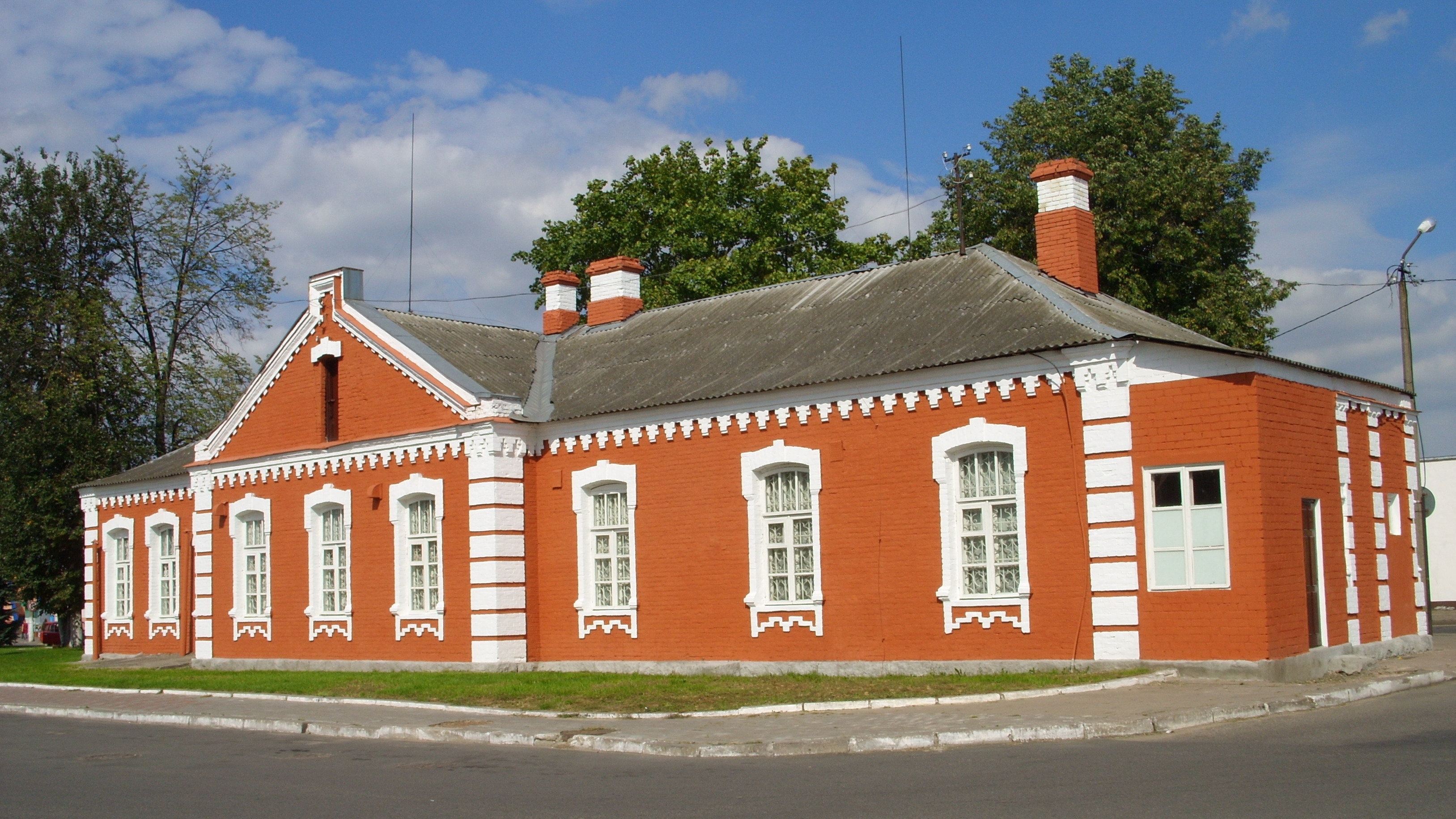
Здание, ул. Фролянкова, 11
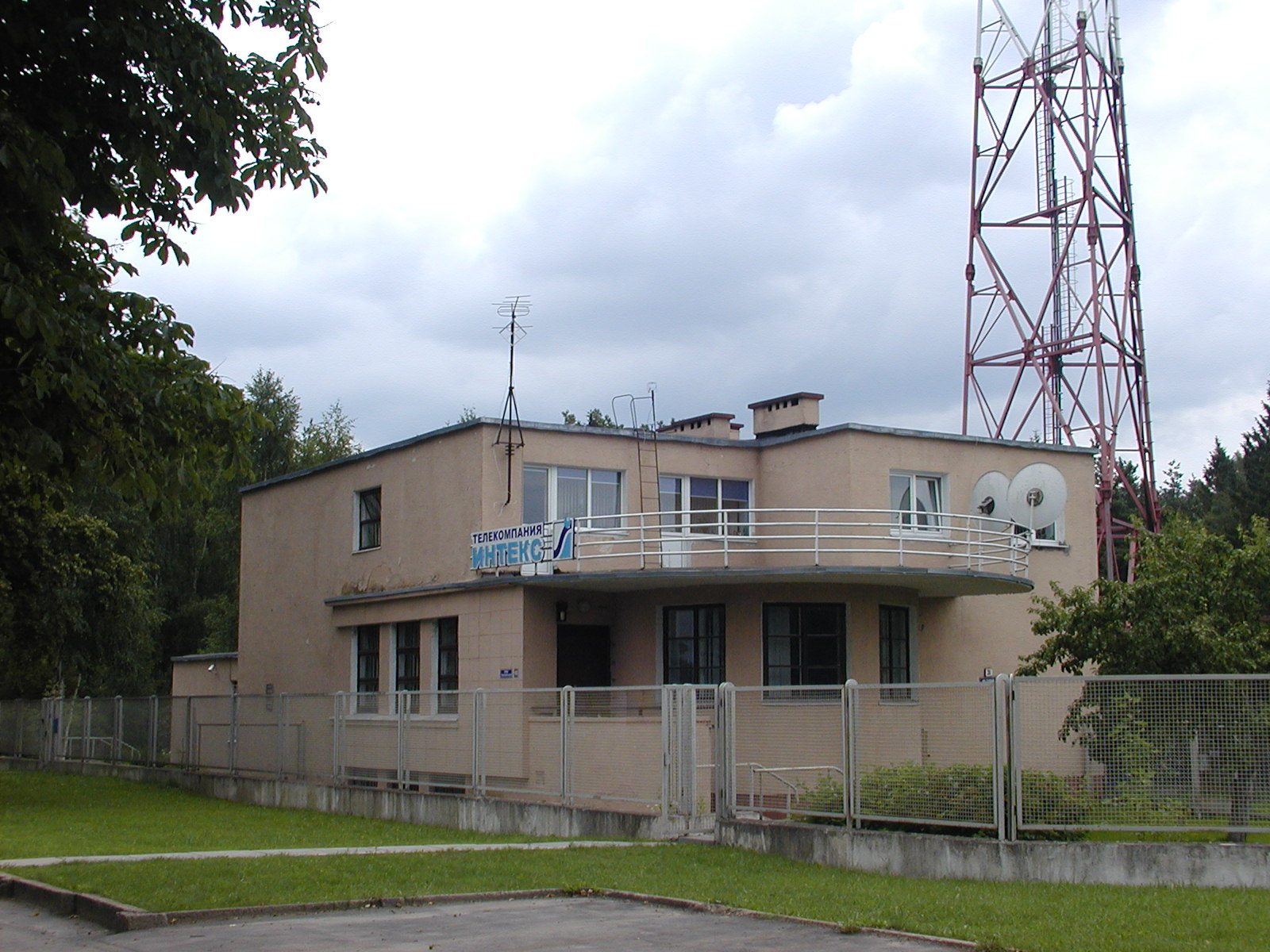
Здание радиостанции, ул. Комсомольская, 65
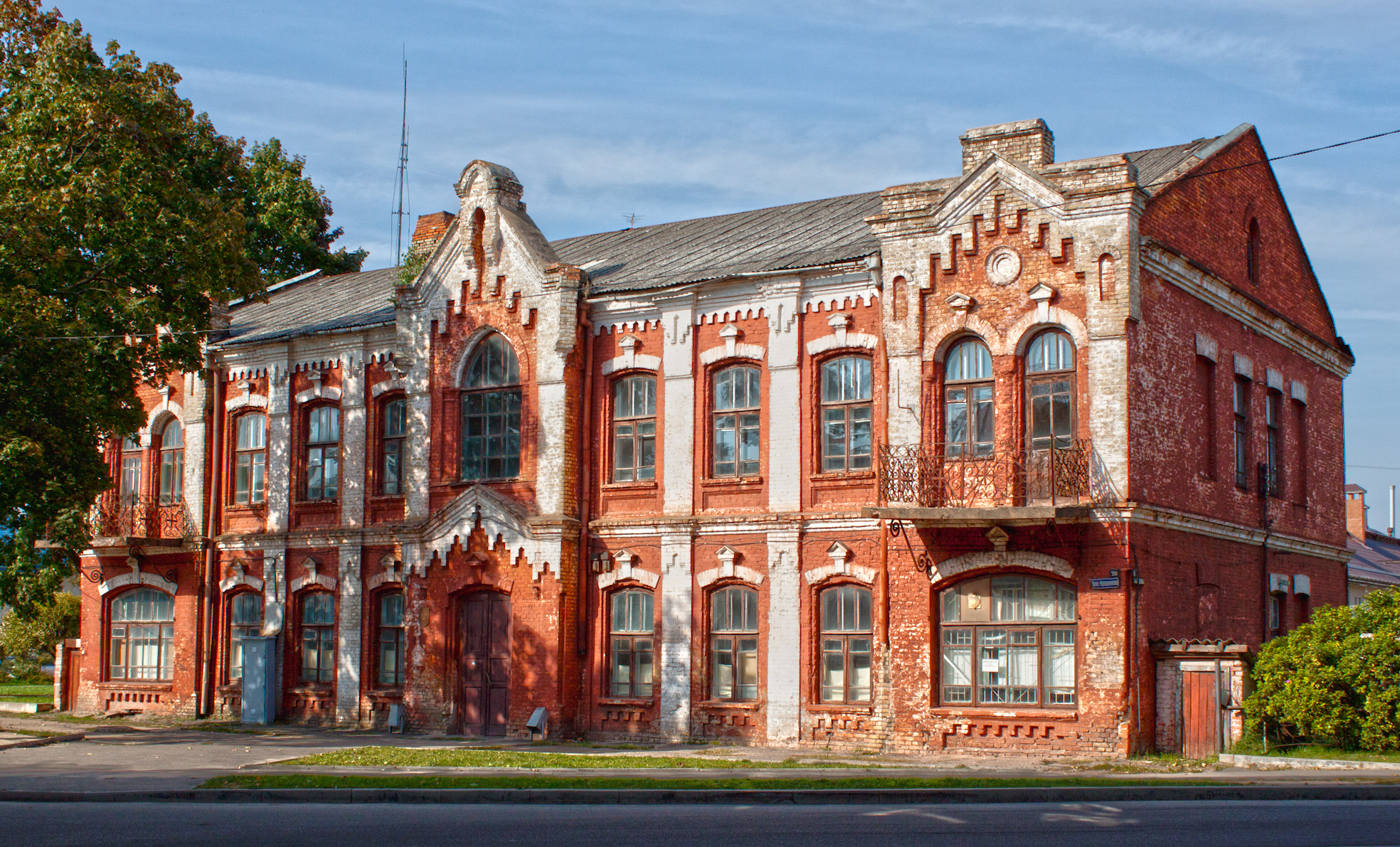
Здание, ул. Фроленкова, 50

### Памятник, скульптура
- Памятник В. И. Ленину.
- Памятный знак в честь битвы 1771 года.
- Памятный знак, посвящённый основанию и развитию города Барановичи.
- Мемориальный комплекс лётчикам дальней авиации: стела, макет советского четырёхмоторного тяжёлого бомбардировщика дальнего действия Пе-8[72], ул. Войкова, 21.
- Памятный знак в честь Георгия Никитича Холостякова; мемориальная доска в честь Г. Н. Холостякова.
- Мемориальная доска на месте расстрела узников Барановичского гетто 4 марта 1942 года в районе «Зеленого моста»[73], ул. Промышленная.
- В Восточном микрорайоне города установлен грузовой автомобиль ЗИС-5 в память о подвигах воинов-автомобилистов в годы Великой Отечественной войны[74], ул. Тельмана и Циолковского.
- Мемориальный комплекс «Урочище Гай» (1971—1972) —  Историко-культурная ценность Республики Беларусь, шифр 113Д000050.
- Памятник паровозу ЭМ 710-30 на ж/д вокзале Барановичи-Полесские.
- Памятник локомотиву ЭM 270-30 на въезде в город.
- Памятник Ленину (1960) , пл. Ленина —  Историко-культурная ценность Республики Беларусь, шифр 113Ж000043.
- Мемориальный комплекс «Память», ул. Брестская —  Историко-культурная ценность Республики Беларусь, шифр 113Д000022.
- Памятник «Скорбящая мать» в мемориальном комплексе «Память».
- Памятный знак в память о лицах, содержавшихся в лагере гражданского населения на железнодорожной станции Барановичи-Центральные в период с марта 1943 г. по июль 1944 г.[75], ул. Вильчковского.
- Братская могила воинов Великой Отечественной войны, (1944), ул. Загородная —  Историко-культурная ценность Республики Беларусь, шифр 113Д000023.
- Памятник воинам и партизанам, которые освобождали Барановичи от немецко-фашистских захватчиков 8 июля 1944 года (1964, 1984)[76], ул. Ленина —  Историко-культурная ценность Республики Беларусь, шифр 113Д000024.
- Мемориальный комплекс в память об узниках Барановичского гетто и геноциде евреев в Барановичах в годы войны[77], ул. Чернышевского —  Историко-культурная ценность Республики Беларусь, шифр 113Д000025.
- Памятный знак в честь партизан Барановичского соединения (2003), перекрёсток улиц Чкалова и Дзержинского —  Историко-культурная ценность Республики Беларусь, шифр 113Д000026.
- Бюст С. И. Грицевца, ул. Комсомольская —  Историко-культурная ценность Республики Беларусь, шифр 113Ж000039.
- Самолёт-памятник воинам-авиаторам МиГ-19ПМ с бортовым номером 01, ул. Войкова.
- Памятный знак «Самолёт «МиГ-29 учебно-боевой» с бортовым номером 61 у ворот 61-й истребительной авиабазы[78].
- Памятник жертвам эпидемий 1920—1923 гг.
- Памятный знак о еврейском гетто (2002), на пересечении улиц Царюка и Гагарина.
- Памятный знак в честь первого Героя Республики Беларусь В. Н. Карвата.
- Мемориальный знак, посвящённый рабочей забастовке 1905 года.
- Памятник Освобождения («Вечный огонь»). В центре города «Вечный огонь» в память воинам, погибшим при освобождении города Барановичи во время Второй мировой войны.
- «Воинский участок гражданских могил: братская могила, две братские могилы подпольщиков, восемь братских могил советских воинов, могилы Героев Советского Союза И. П. Лисина, В. И. Матронина, А. Г. Наконечникова, могила дважды Героя Советского Союза М. Т. Степанищева, могила генерала-майора И. Л. Рагули, могилы А. И. Островского, Ф. В. Чёрного, могила подпольщика М. Ф. Дорошевича и его родных, могила граждан польской национальности – жертв фашизма» на кладбище на ул. Декабристов, 5» —  Историко-культурная ценность Республики Беларусь, шифр 113Д000023.
- Пожарная автоцистерна АЦ-40 на базе ЗиЛ-157 1962 года выпуска. Памятник установлен на улице Кирова рядом с пожарной аварийно-спасательной частью № 3.
- Памятник воинам-артиллеристам[79] — 76,2 мм дивизионная пушка ЗиС-3 образца 1942 года находится в микрорайоне «Вторые Третьяки».
- Сквер артиллеристов.
- Можно также вспомнить, что в начале 1990-х годов на бульваре Бородинского в Северном микрорайоне города был установлен каркас баллистической ракеты Р-12 как символ разоружения. 23 мая 1990 года на военной базе «Лесная» под Барановичами в ходе выполнения договора о ликвидации РСМД (ракет средней и малой дальности), подписанного США и СССР в 1987 году, была демонтирована последняя в СССР такая ракета (в 2006 году ракета Р-12, простоявшая более 15 лет, была демонтирована и перенесена в минский музей «Линия Сталина»).
- Памятный знак «Пожарная машина». Пожарный автомобиль АЦ-40 (157), стоящий на постаменте в городе Барановичи на улице Кирова, 64, был выпущен в 1962 году.
- Памятный знак в честь открытия Барановичского государственного университета.
- Памятный знак 50-летию строительного треста № 25.
- Мемориальные самолёты – Су-17М2, Су-27П и вертолёт Ми-24В.
- Памятный знак «Паровоз» (2021). Установлен в честь 150-летия со дня основания Локомотивного депо[80].
- Скульптурная композиция в честь лётчиков — Героев Беларуси майора А. В. Ничипорчика и лейтенанта Н. Б. Куконенко (2022 год)[81], ул. Р. Люксембург.
- Памятный знак погибшим в лагере содержания гражданского населения в годы Великой Отечественной войны (открыт 29 июля 2023 года), железнодорожная станция Барановичи-Центральные[82][83].
- Монумент в честь присвоения звания Содружества Независимых Государств «Город трудовой славы. 1941-1945 гг.» (2025)[84].

### Жанровая скульптура, арт-объекты
- Памятник «Воробей» около кинотеатра «Октябрь», 2003 год. Монумент был установлен республиканской общественной организацией «Охрана птиц Беларуси» в рамках национальной кампании «Домовый воробей — птица 2003 года» (в знак благодарности за помощь со стороны этой птицы в борьбе против насекомых-вредителей)
- Скульптура «Лошадь» около гостиницы «Горизонт» (2009; скульптор В. Жбанов)
- Памятник «Жаба»

### Памятники природы
- «Дубы пирамидальные «Барановичские» — памятник природы республиканского значения

### Утраченное наследие
- Католическая часовня (нач. XX в.)
- Церковь (нач. XX в.)
- Церковь кладбищенская (нач. XX в.)

## В топонимике
- Улица Барановичская — в Пинске, Слониме и других населённых пунктах.

## СМИ

### Телевидение
В Барановичах на 39 частотном канале (618 МГц) в стандарте DVB-T производится вещание цифрового пакета (первого мультиплекса) следующих телевизионных каналов: Беларусь 1 Беларусь 3, ОНТ, СТВ, НТВ-Беларусь, РТР-Беларусь, Мир, Первый информационный
На 26 частотном канале производится вещание в стандарте DVB-T2 второго мультиплекса: Беларусь-5, Беларусь-2, «Русский иллюзион», «Киномикс», «Детский мир», «Беларусь 5», «ВТВ», Восьмой канал, Родное кино, ТВ-3, ТНТ International, RU.TV, Карусель, Шансон, Моя планета, Россия К, Охота и рыбалка, Усадьба, Сетанта Спорт, КХЛ ТВ.
На 31 частотном канале производится вещание в стандарте DVB-T2 третьего мультиплекса: Совершенно секретно, Кухня ТВ, БелМуз-ТВ, Мужское кино, Союз, Киносемья, БелРос, TV1000 Action, TV1000, Кинохит, Индийское кино, ТV1000 Русское кино.

### Радио
В городе Барановичи вещают 14 радиостанций:
- 1. Радио UNISTAR — 88,9
- 2. Радио Столица — 93,2
- 5. Радио Relax — 97,0 FM (С 01.11.2021, до 31.10.2021 на этой частоте вещал Юмор FM)
- 3. Канал «Культура» Беларуского радио — 97,3 (приём со Слонима)
- 4. Радио МИР — 98,4
- 5. Барановичи FM — 100,0
- 6. Радио Брест — 101,1
- 7. Радио Гродно — 102,5 (приём со Слонима)
- 8. Радиус FM — 104 (приём со Слонима)
- 9. Канал «Культура» Беларуского радио — 105,2
- 10. Первый Национальный канал Белорусского радио — 106,5 (приём со Слонима)
- 11. Юмор FM — 91,2 (приём со Слонима)
- 12. Авторадио — 92,7 (приём со Слонима)
- 13. Новое радио — 96,3 (приём со Слонима)
- 14. Альфа Радио — 88,4 (приём со Слонима)

### Печатные СМИ
В Барановичах издаётся несколько газет.
В частности, Барановичское производственное коммунальное унитарное предприятие «Объединённая газета «Наш край» (c 21 сентября 1939 года).

## Преступность и пенитенциарная система
В 2017 году в городе было зарегистрировано 1411 преступлений, или 787 в пересчёте на 100 тысяч человек (в Бресте — 765, в Пинске — 713, в среднем по области — 774). В Барановичах располагаются СИЗО № 6 и одно исправительное учреждение открытого типа Департамента исполнения наказаний МВД Республики Беларусь.

## Международные отношения
Города-побратимы Барановичей:
- Хейнола (1978)
- Штоккерау (1989)
- Василеостровский район г. Санкт-Петербург (1998)
- Гдыня (1993)
- Чиби (1997)
- Феррара (1998)
- Карлово (2000)
- Мытищи (2000)
- Бяла-Подляска (2001)
- Шяуляй (2001)
- Кинешма (2002)
- Елгава (2003)
- Муниципалитет Нака (2005)
- Район Солнцево г. Москва (2007)
- Коньяалты (2007)
- Хюэ (2007)
- Калининград (2007)
- Коммуна Турисё (2008)
- Повет Суленцин (2009)
- Ейский район (2011)
- Чачак (2013)
- Магадан (2018)
- Обнинск (15.09.2023)